# Pilatus PC-12
Dimensions
Le Pilatus PC-12 est un avion d'affaires monomoteur à turbopropulseur, qui peut également être utilisé comme cargo ou pour le transport de neuf passagers maximum. Il est capable de faire des décollages et atterrissages courts.

## Description

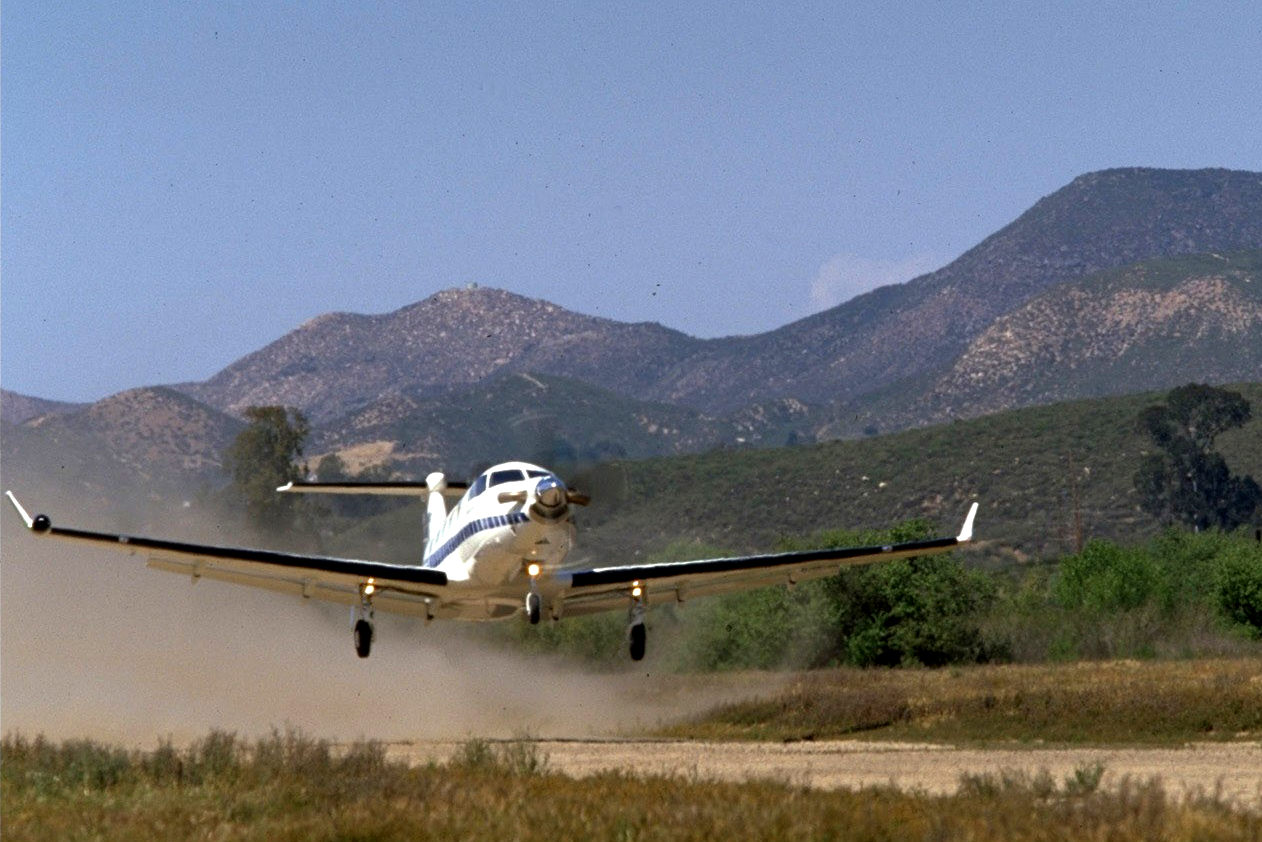
Un PC-12 décollant d'une piste sommaire.

Cet avion est fabriqué par Pilatus Aircraft, à Stans en Suisse. Il a été vendu à 1 700 exemplaires en novembre 2019 de par le monde avec 80 PC-12NG livrés en 2019 contre 1 500 exemplaires en juin 2017. Le 2000e exemplaire du PC-12 a été livré à la compagnie Planesense le 12 mai 2023.
Diverses organisations utilisent les capacités très particulières de cet avion, comme le Royal Flying Doctor Service en Australie, ainsi que des administrations, des forces armées, des particuliers et des entreprises de copropriétés d'avions.
Le PC-12 est un avion qui peut utiliser des pistes sommaires et très courtes (ADAC). Il permet de desservir des destinations que des jets d'affaires ne peuvent atteindre en raison du manque d'équipements ou de la piste trop sommaire. Le PC-12 est capable d'utiliser des pistes non revêtues (terre ou herbe).
Augmentant sa flexibilité d'utilisation, sa large porte cargo lui permet d'embarquer des chargements très divers tels du matériel industriel ou de construction, des sac alimentaires, des véhicules (vélo, moto, quad), des animaux en cage (alligator, dauphin, loup, etc) ou un brancard dans une configuration médicalisée de la cabine.

## Variantes

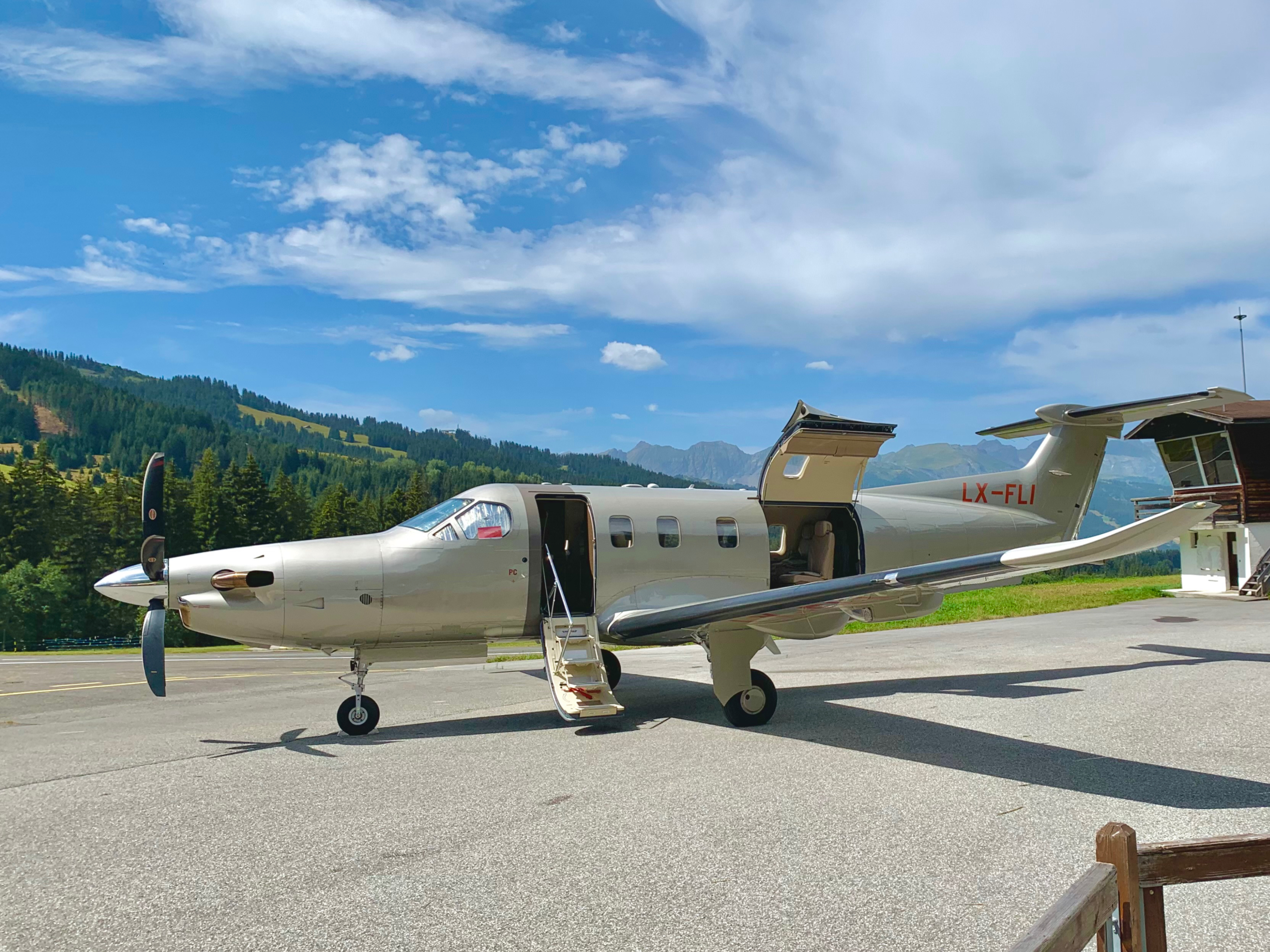
Un Pilatus PC-12 NGX (LX-FLI / s/n 2060) de la compagnie luxembourgeoise Jetfly Aviation, stationné sur le tarmac de l’altiport de Megève le 17 août 2023.

- PC-12/41 : première génération introduite en 1994, motorisée par un turbopropulseur Pratt & Whitney Canada PT6A-67B ; la plupart, si ce n'est tous, ont par la suite été mis au niveau PC-12/45. Numéros de série à partir de S/N 101.
- PC-12/45 : introduite en 1996, la masse maximale au décollage a été portée à 4 500 kg.
- PC-12/47 : certifiée en 2005, la masse maximale au décollage est améliorée avec 4 740 kg, et l'insonorisation améliorée avec 85 dBA maximum au poste de pilotage et 81 dBA en cabine passagers. Numéro de série compris entre S/N 684 et S/N 880.
- PC-12/47E : certifiée en 2008, bénéficie d'une avionique améliorée Honeywell Primus Apex et d'un moteur Pratt & Whitney Canada PT6A-67P. Numéros de série à partir de S/N 1001
- PC-12/M Spectre : plate-forme militarisée à destination des États-Unis, originellement dénommée Eagle,
- PC-12/47S : version militarisée United States Air Force, désignée U-28A.
- PC-12NG : désignation en vigueur depuis 2010, équipée du dispositif Smartview qui propose une visualisation tridimensionnelle du terrain sur écran.
- PC-12NGX : annoncée en 2019 pour des premières livraisons en 2020[5], cette génération est équipée du Pratt & Whitney Canada PT6E-67XP, d'un FADEC, de fenêtres 10% plus grandes et d'un MTBO passant de 4000 à 5000 heures.
- PC-12 PRO : version dotée de l'avionique Garmin G3000 Prime, annoncée le 14 mars 2025[6]

- U-28A Draco : PC-12/45 et PC-12/47, version militaire des États-Unis
- U-28B : PC-12/47

## Galerie

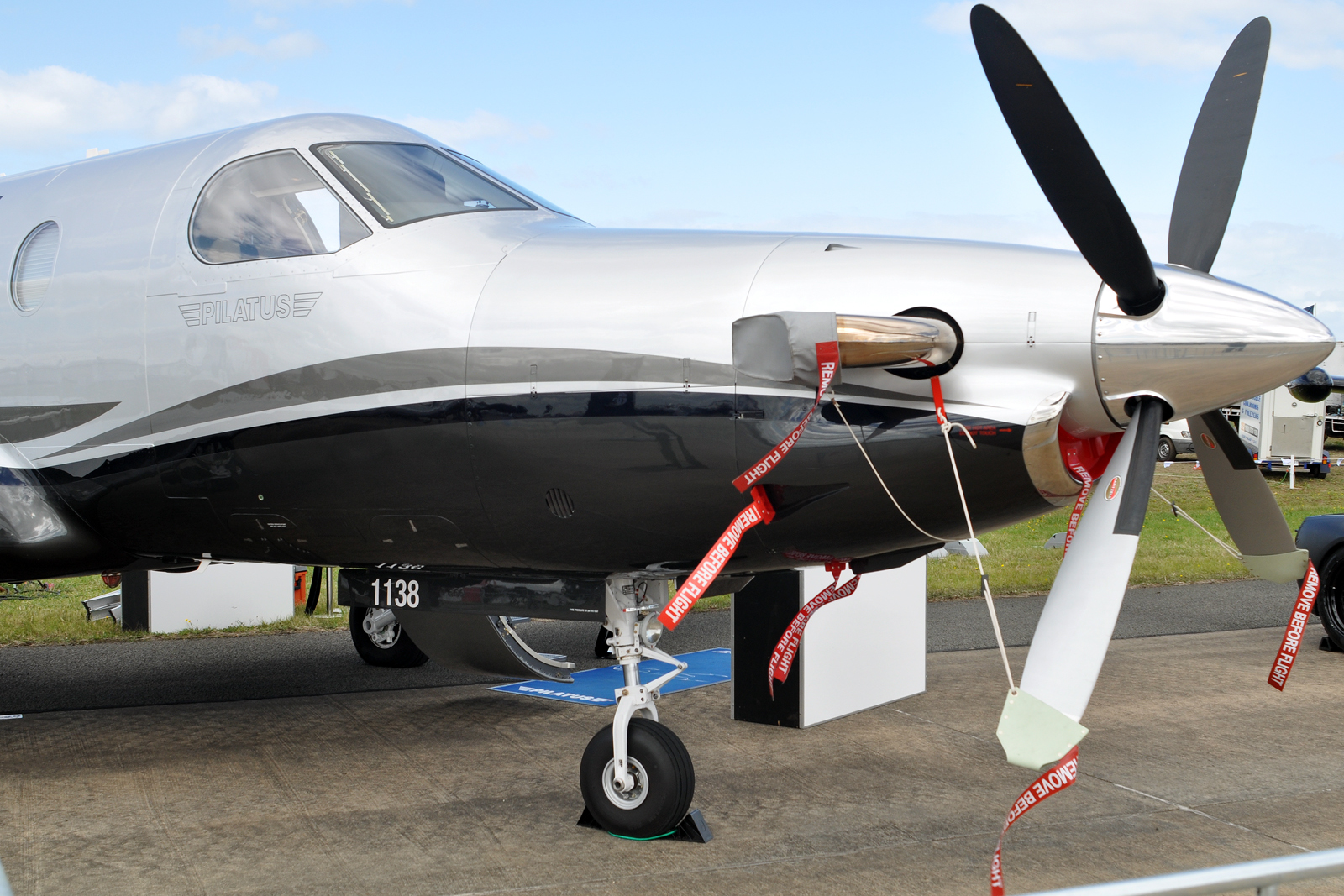
Turbopropulseur Pratt & Whitney Canada PT6
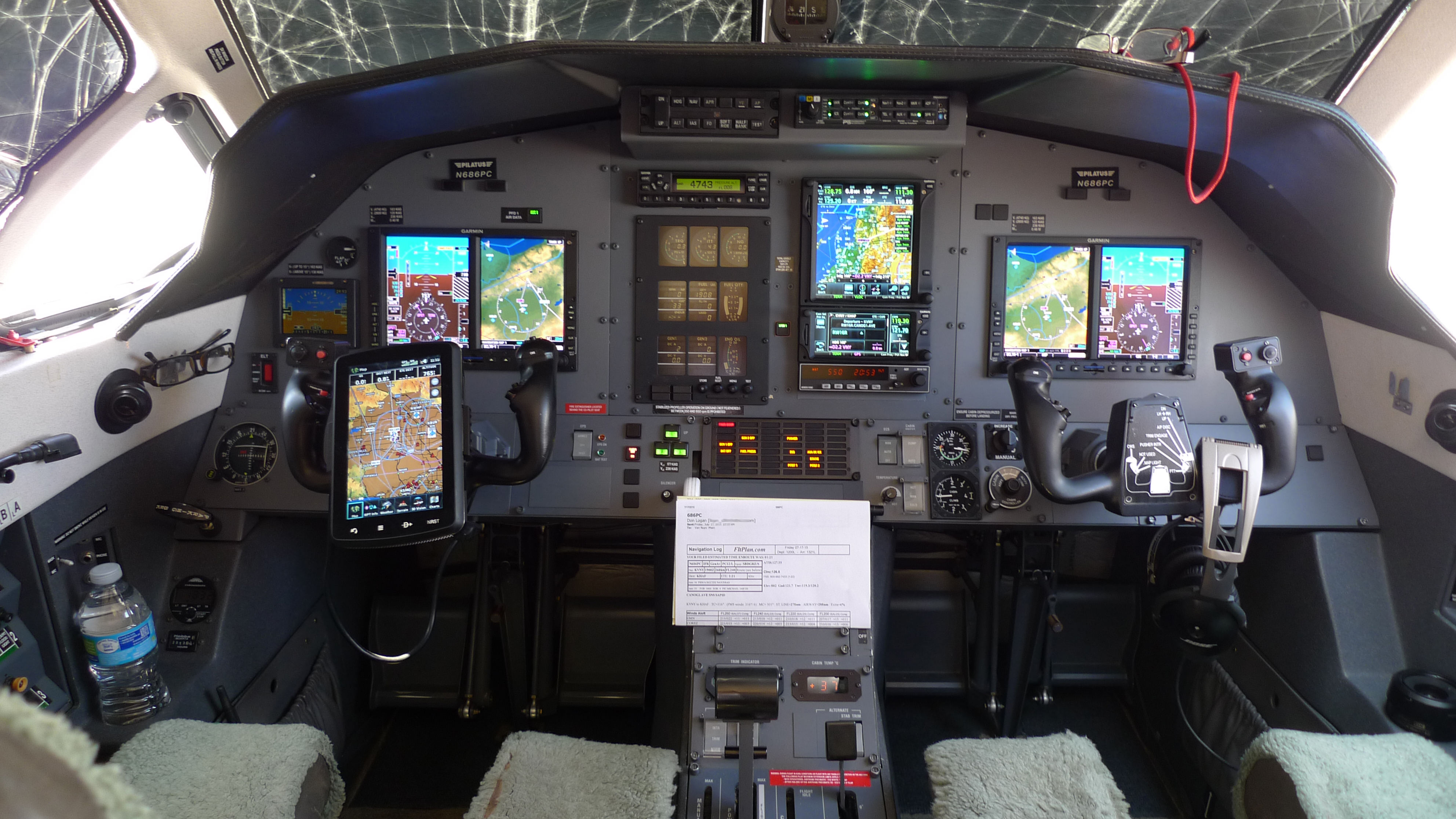
Un cockpit d'un PC-12/47 (2007)
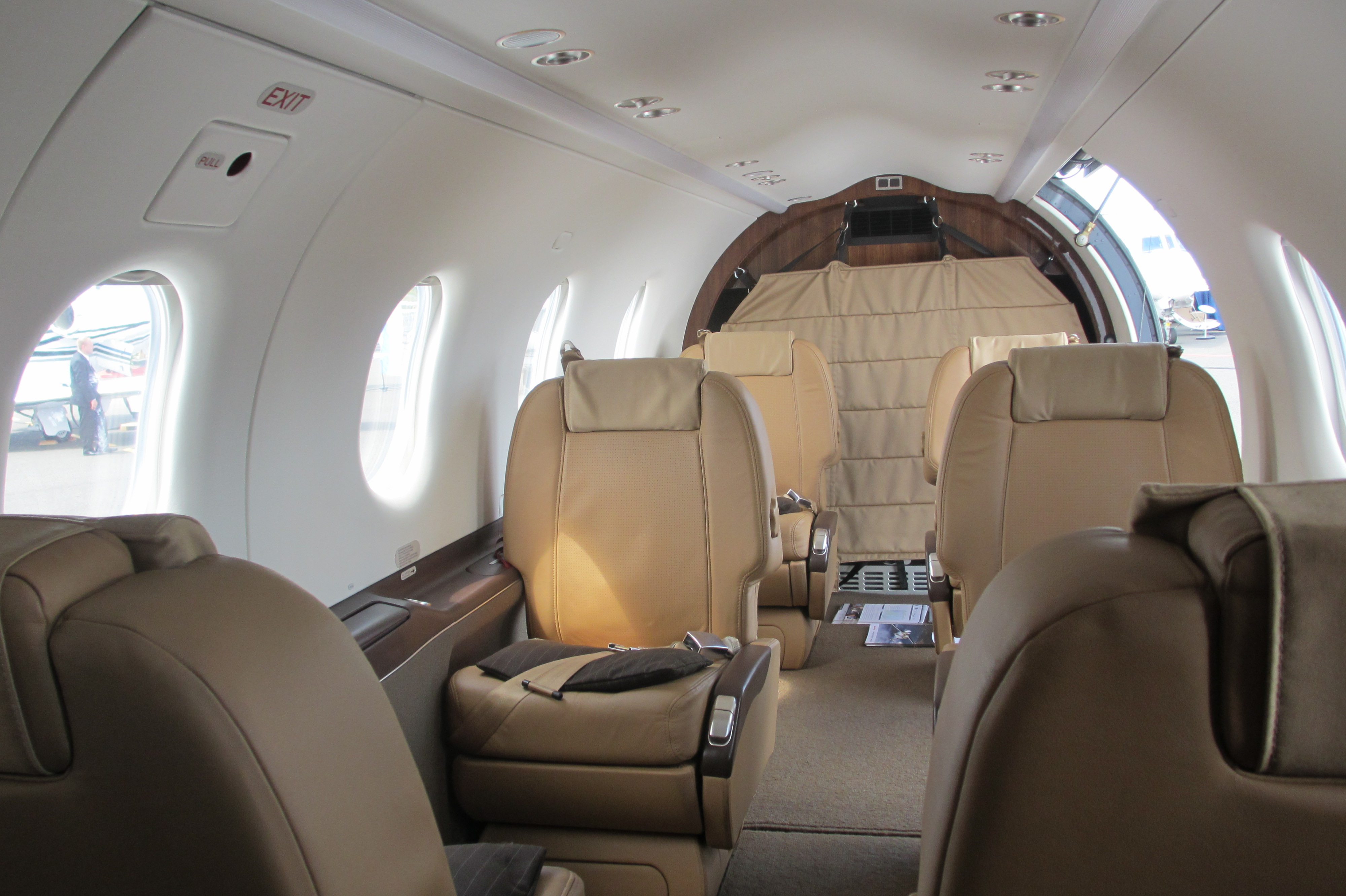
Une des possibilités d'aménagement de la cabine d'un PC-12NG.
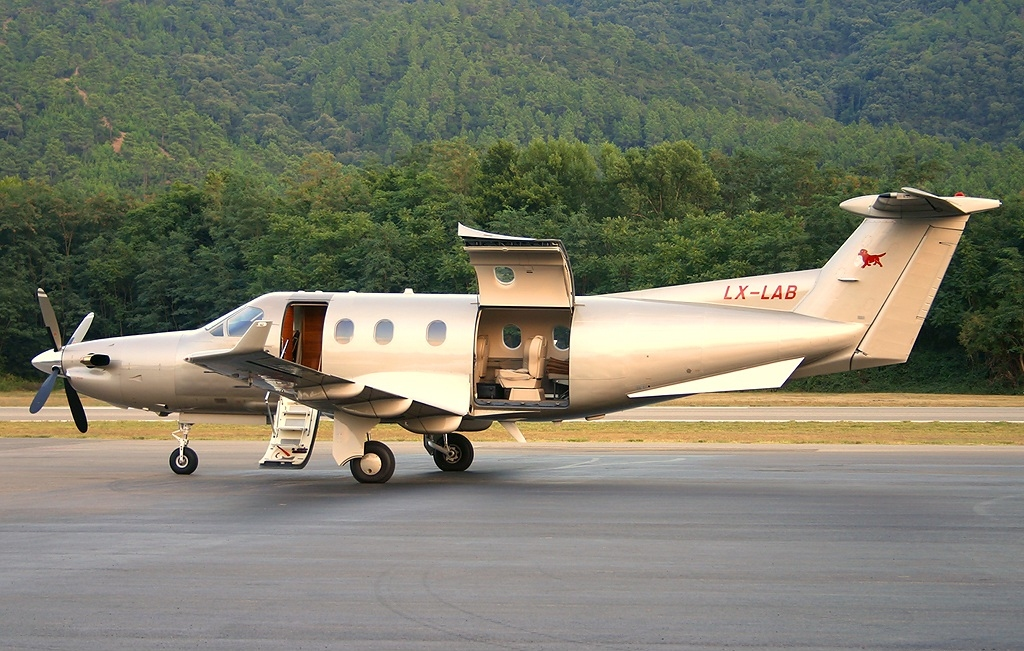
PC-12/45 de Jetfly avec portes ouvertes
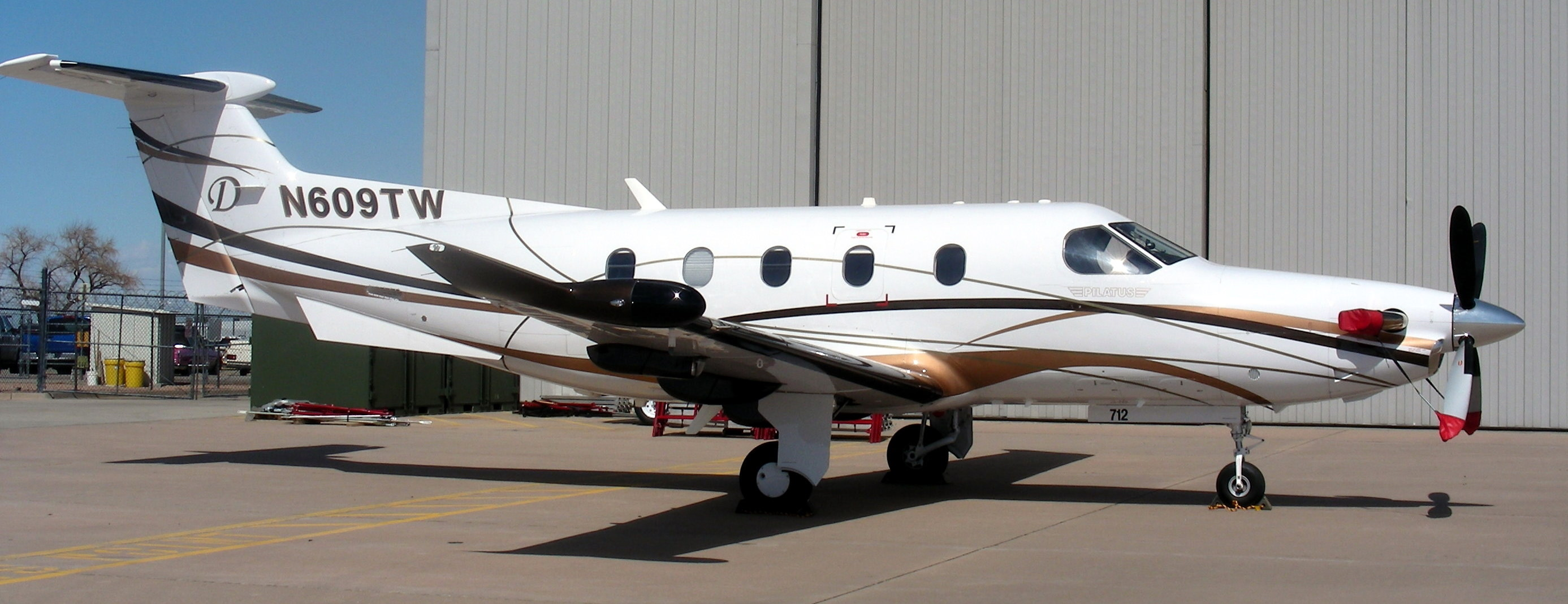
PC-12/47 à Centennial Airport (Colorado)
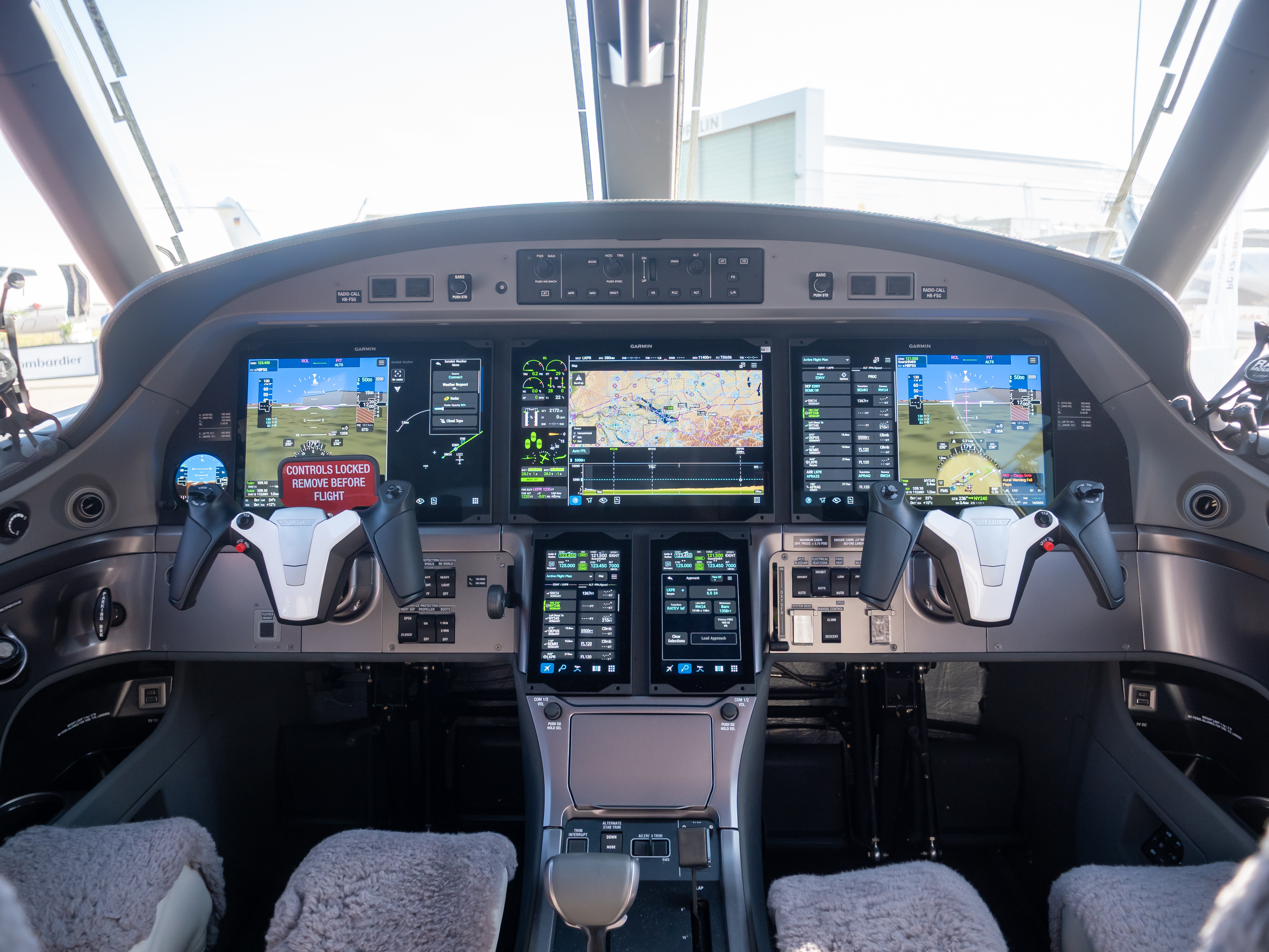
Un cockpit d'un PC-12 PRO (2025)

## Utilisateurs

### Publics
Afrique du Sud

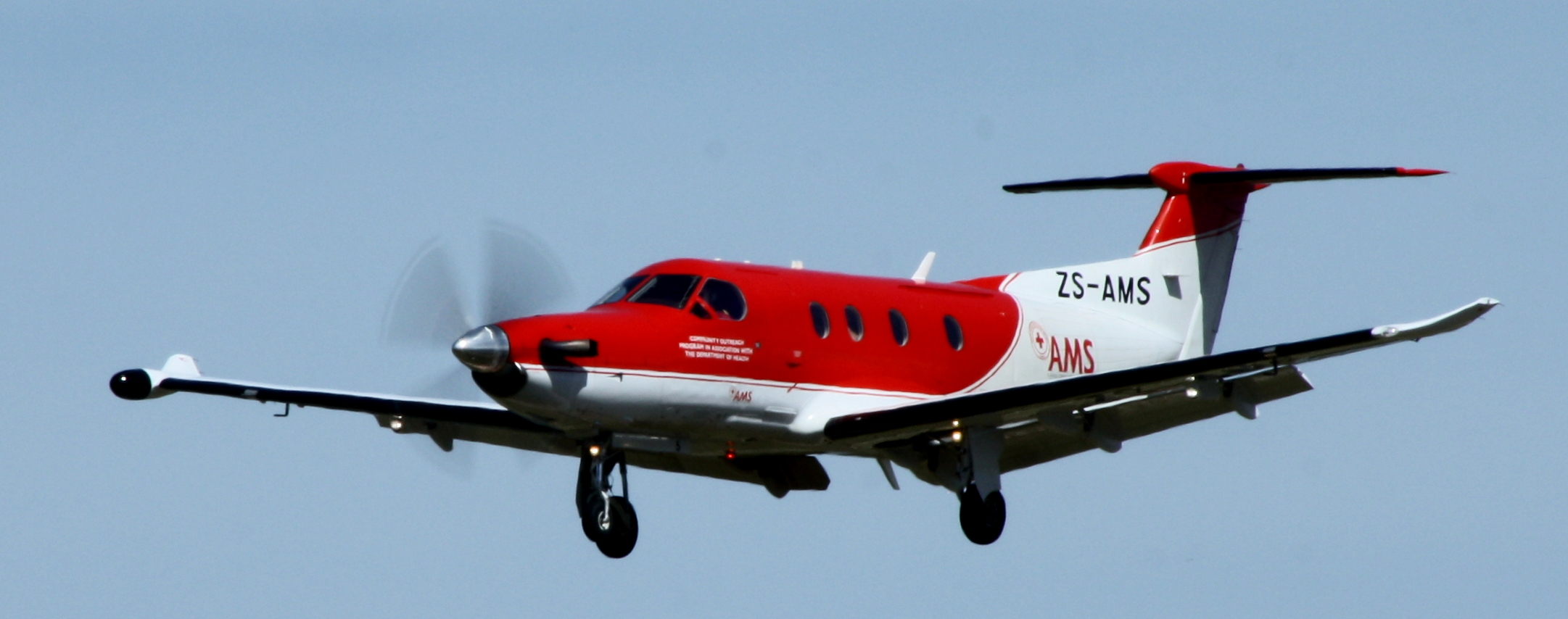
Avion ambulance PC-12/47 de l'AMS.

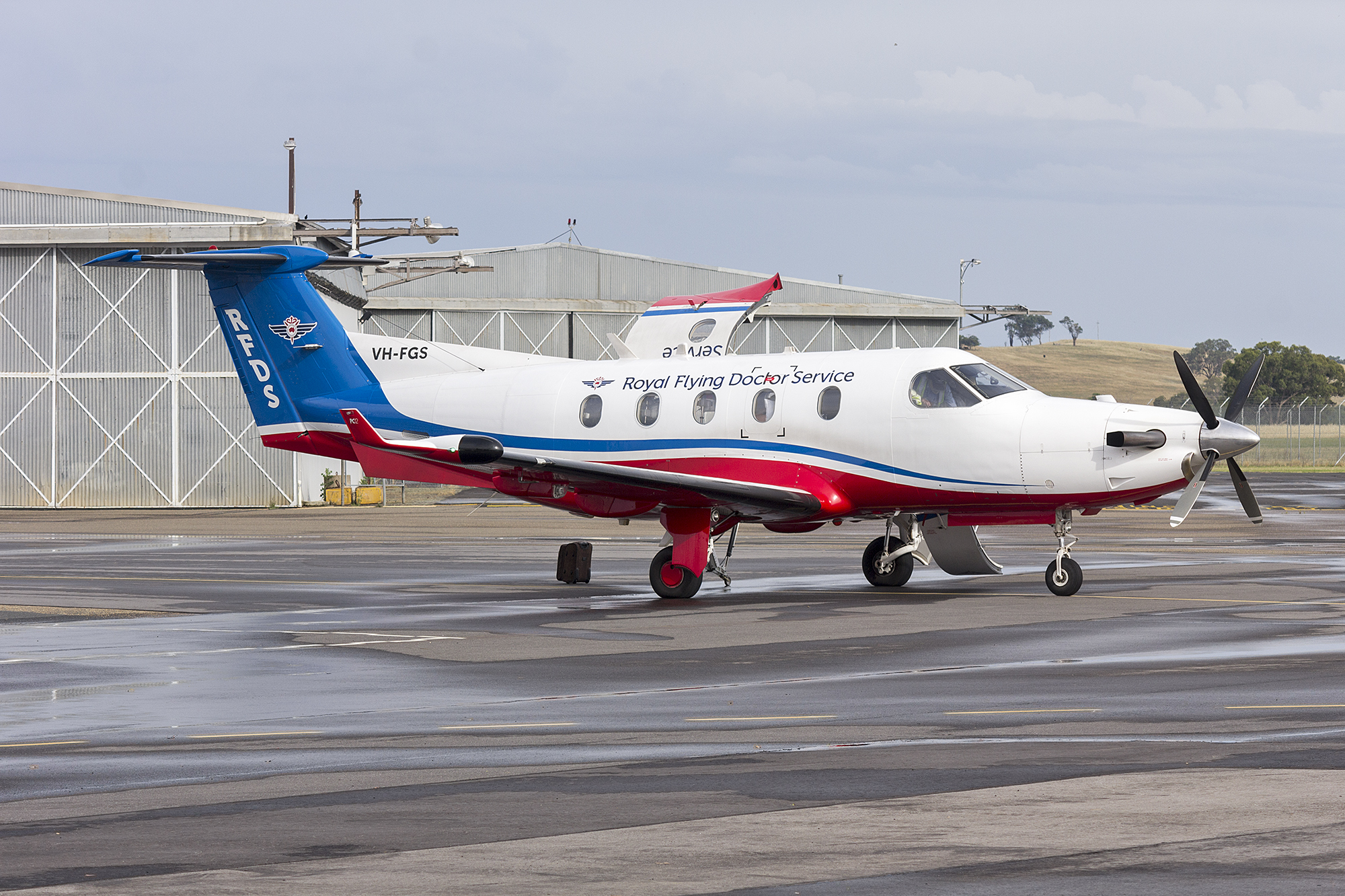
PC-12/45 du Royal Flying Doctor Service à l'aéroport de Wagga Wagga en 2015.

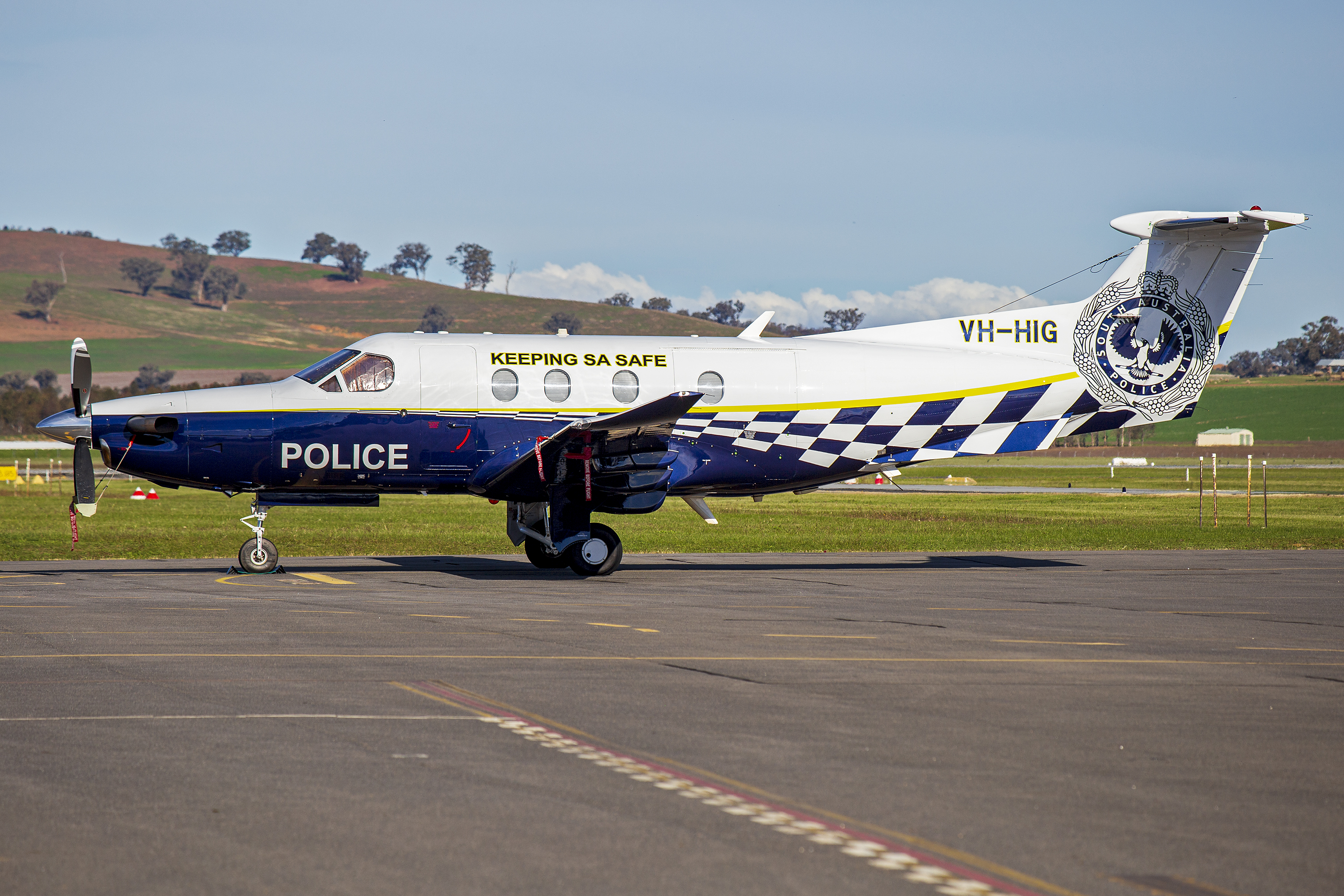
PC-12/47E de la South Australia Police à l'aéroport de Wagga Wagga en 2020.

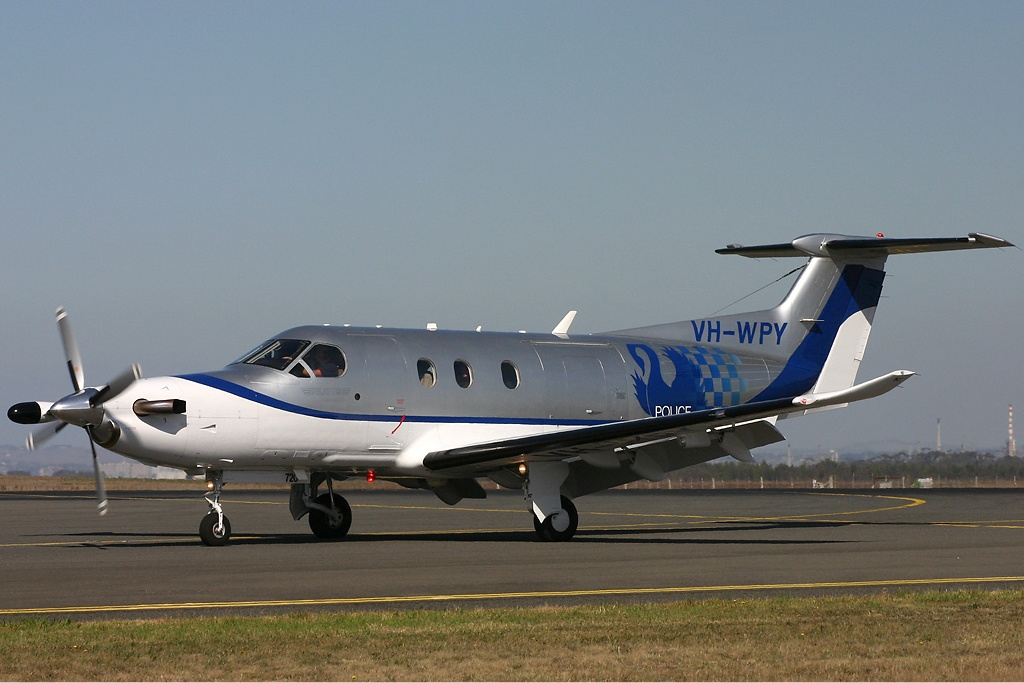
PC-12/47 de la Western Australia Police

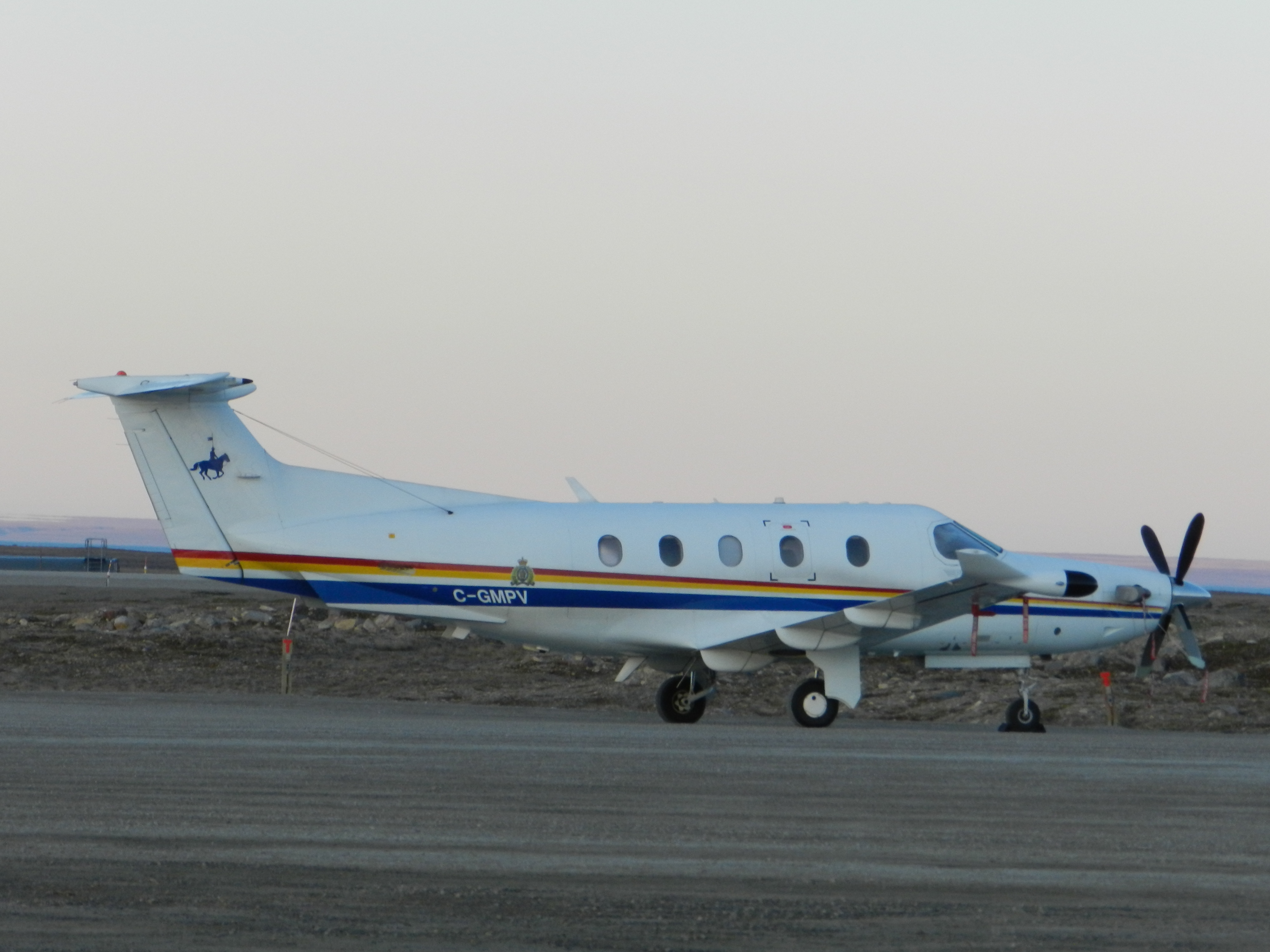
Un PC-12/47E de la Gendarmerie royale du Canada à l'aéroport de Cambridge Bay.

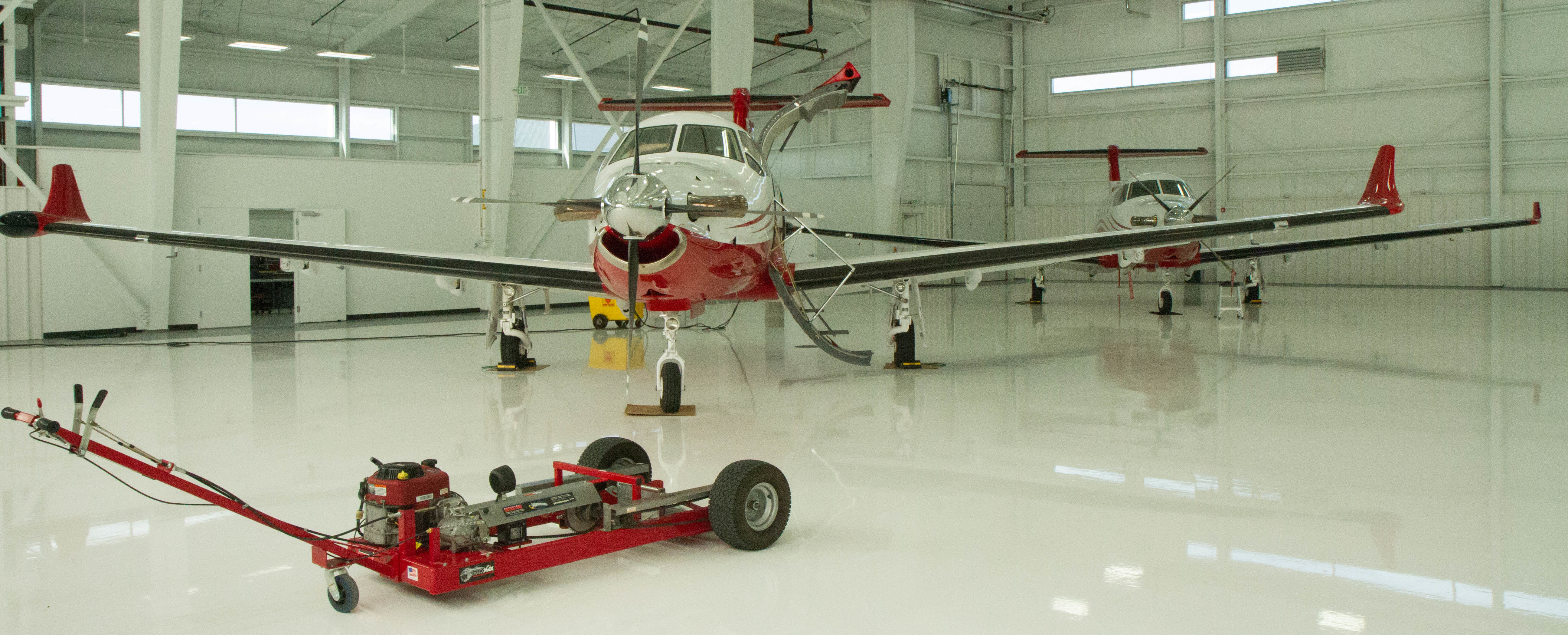
Les deux PC-12/45 Multi-Mission Aircraft de la Division of Fire Prevention and Control (Colorado) dans leur hangar à l'aéroport Centennial en 2015.

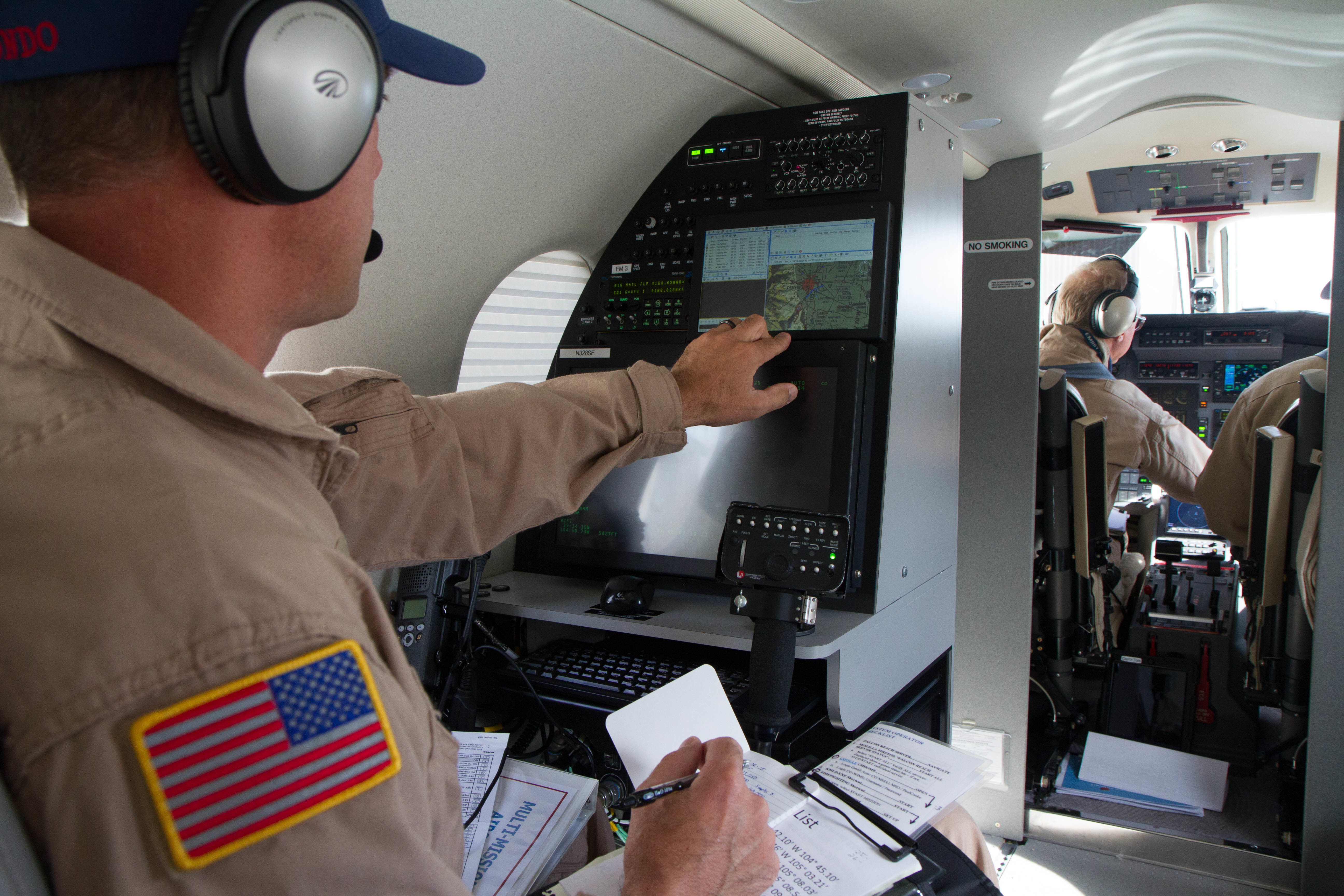
Opérateur à bord d'un PC-12/45 Multi-Mission Aircraft de la Division of Fire Prevention and Control (Colorado) en 2015.

- South African Red Cross Air Mercy Service (en) (AMS) : 5 x PC-12 en service en 2018[7] opérant depuis Cape Town et Durban.
  - 4 x PC-12/45 : (s/n 180 / immatriculation ZS-BEB) acquis en juin 2002 et vendu en 2012, (s/n 313 / ZS-SRH) livré en 2000 et vendu en 2013, (s/n 560 / ZS-PGX) livré en 2004, (s/n 634 / ZS-PRX) livré en 2005.
  - 2 x PC-12/47 : (s/n 695 / ZS-PTX) livré en 2006 et (s/n 845 / ZS-AMS) livré en 2007.
  - 1 x PC-12/47E (PC-12NG) (s/n 1190 / ZS-SUR) livré en 2010.
- South African Police Air Wing: 1 x PC-12/47 (s/n 771 / ZS-APS) livré en 2006.

 Argentine
- Gendarmerie nationale argentine : 2 x PC-12 : 1 x PC-12/Eagle (c/n 294 / GR-810) livré en 2000 et 1 x PC-12/47E (c/n 1165 / GR-810) livré en automne 2009. Basés à Campo de Mayo, ils opèrent pour les douanes, des évacuations médicales et le transport de personnalités.

 Australie
- Royal Flying Doctor Service : 36 PC-12 en service en février 2020 : 14 x PC-12/45, 1 x PC-12/47, 28 x PC-12/47E. Douze appareils sont retirés du service : 1 x PC-12, 12 X PC-12/45 et 1 x PC-12/47[4]
- Northern Territory Police (en) : 1 x PC-12/45 (VH-YDN / s/n 301 / 1999) depuis 2006, 1 x PC-12 NG (VH-YDR / s/n 1258 / 2011) depuis 2011. En 2013, parmi les 4 PC-12 utilisés, trois étaient stationnés à Darwin et un à Alice Springs[9]. En 2019, deux PC-12 NG livrés en 2013 (VH-YDU / s/n 1410 / 2013 et VH-YDQ / s/n 1414) ont été vendus.
- South Australia Police (en) : 1 PC-12/47 (VH-HIG / s/n 722 / 2006) depuis 2006, utilisé pour le transport du personnel et de prisonniers, la recherche et le sauvetage, et le secours en cas de catastrophe.
- État d'Australie-Occidentale
  - Western Australia Police (en), Police Air Wing : 2 x PC-12/47 (VH-WPE / s/n 704 / 2006) et (VH-WPY / s/n 720 / 2006) depuis 2006. Basés aux aéroport de Jandakot et de Karratha, ils sont utilisés pour du transport de personnel, le sauvetage et l'aide en cas de catastrophe[10]
  - Commissioner of Police 31, Jandakot : 1 x PC-12/47E (VH-WPQ / s/n 1394 / 2013) depuis 2015

 Canada
- Gendarmerie royale du Canada : 17 PC-12 Spectre en service en 2015 : 4 x PC-12/45, 1 x PC-12/47, 12 x PC-12/47E. 9 PC-12/45 revendu[11]
- Ministry of the Solicitor General (Ontario) (en) : 1 x PC-12NG (s/n 1398 / C-FOPD / 2013) basé à l'aéroport international de Thunder Bay
- Police provinciale de l'Ontario : PC-12/45 avec une caméra montée sous le fuselage
- Ornge (en) (anciennement Ontario Air Ambulance Corporation) : 10 PC-12 NG pour du transport médicalisé[12]
- Nishnawbe-Aski Police Service (en) (NAPS) : 1 x PC-12/45 loué opéré par Wasaya Airways

 États-Unis
- Service des forêts : 1 x PC-12/45[13]
- Service des douanes et de la protection des frontières - Office of Air & Marine : 3 x PC-12/45[14]
- Californie : Southern California Emergency Medicine Yucaipa : 1 x PC-12/47E (2017)
- Colorado : Division of Fire Prevention and Control : 2 x PC-12/45 Multi-Mission Aircraft (MMA) (s/n 511 / N327SF) et s/n 269 /N328SF) acquis d'occasion en 2014, ils sont équipés de senseurs IR et couleur EO. Basés à l'aéroport Centennial, leurs missions principales sont la détection des feux de forêts et le soutien aux pompiers engagés au sol en fournissant des informations aidant aux prises de décisions tactiques. Ils peuvent également apporter leurs soutiens à toutes autres actions de sauvetages, notamment lors d'opérations de recherche et sauvetage.
- Montana : Northeast Montana Stat Air Ambulance Cooperative Glasgow : 3 x PC-12/45 (2018)
- Pennsylvania State Police (en) : 1 x PC-12/47E
- Phoenix Police Department (en) : PC-12 Spectre
- Texas Department of Public Safety (en) : 2 x PC-12/47E
- État du Wisconsin : 3 x PC-12/45 (2018)

 Suisse
- Office fédéral de l'aviation civile (OFAC) : 1 x PC-12/47E (s/n 1515 / HB-FWA / 2015) immatriculé le 4 novembre 2014 chez Pilatus Aircraft et utilisé comme avion de démonstration, acquis en 2018.

### Civils
Afrique du Sud
En 2018, 50 PC-12 sont immatriculés en Afrique du Sud (18 x PC-12/45, 11 x PC-12/47 et 21 x PC-12/47E)
- Avex Air Transport: 1 x PC-12/47E
- Comair Flight Services (en) : 5 x PC-12/45 et 6 x PC-12/47E
- Federal Air (en) : 3 x PC-12
- Tigair Aviation : 2 x PC-12NG 1135, 1162 opéré depuis l'aéroport de Johannesbourg-Lanséria

 Allemagne
- E.I.S. Aircraft GmbH (QinetiQ) : 2 x PC-12/47E (D-FMMT / s/n 1263 / 2017, D-FSMT / s/n 1326) pour l'entraînement aérien opérationnels en direct à la Bundeswehr et aux pays de l'OTAN
- ProAir Gruppe : 1 x PC-12 NG (D-FDEN / s/n 1672) depuis janvier 2019, basé à Stuttgart. Il est le premier PC-12 authorisé pour des vols commerciaux en Allemagne. Deux autres appareils ont été commandés[16].

 Australie
En février 2020, 62 PC-12 (1 x PC-12, 14 x PC-/45, 6 x PC-12/47 et 41 PC-12/47E) sont immatriculés en Australie, dont 36 au sein du Royal Flying Doctor Service.

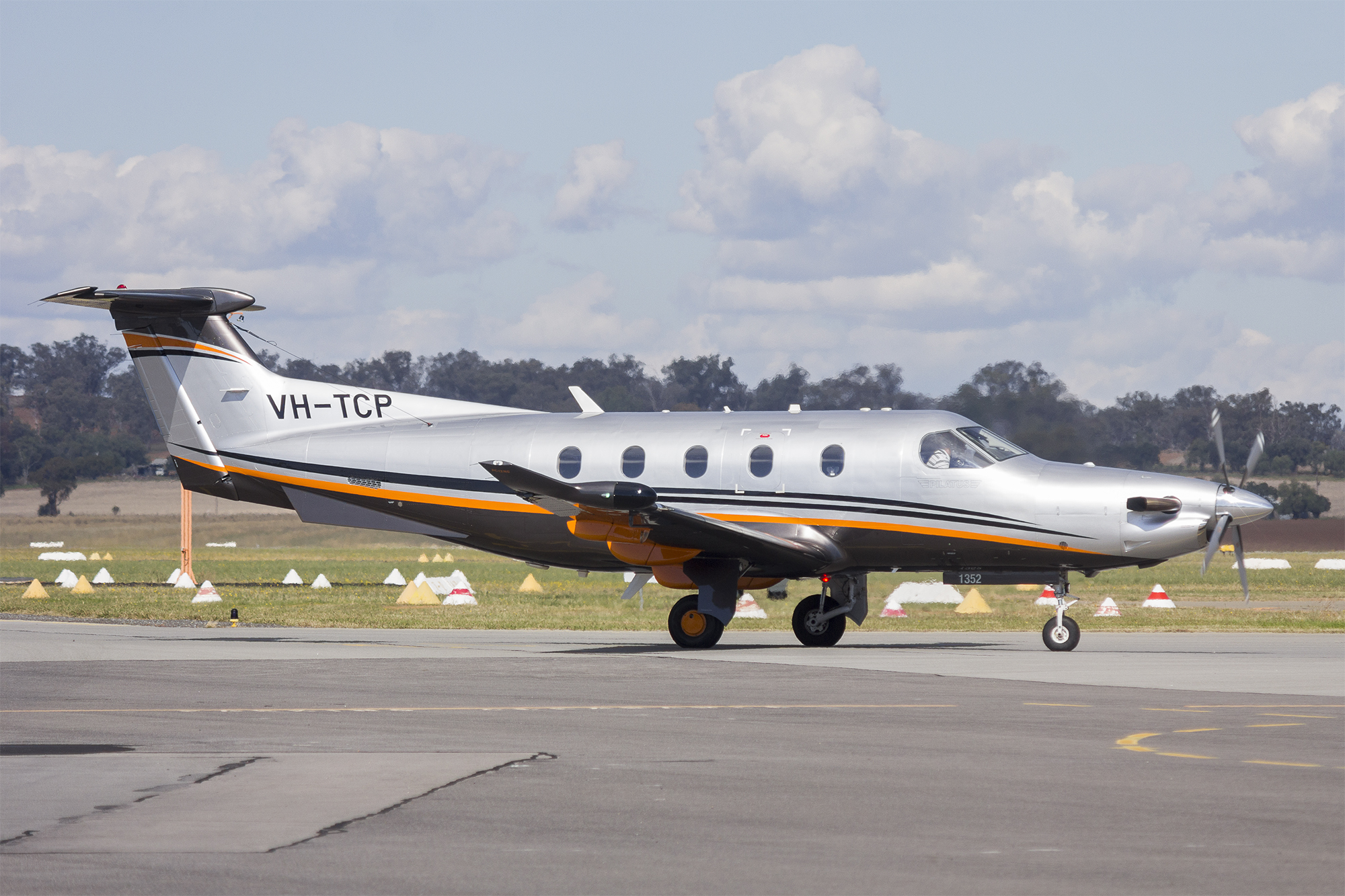
PC-12 NG (VH-TCP) d'Agile Aviation à l'aéroport de Wagga Wagga en 2015.

- Armada Aviation : 1 x PC-12 (VH-NWI / s/n 126 / 1995) depuis 2014 et 1 x PC-12/45 depuis 2017 (VH-XAQ / s/n 225 / 1998) basés à l'aéroport Lilydale à Yering (Victoria)
- Aviair : 3 x PC-12/45, (VH-KSU / s/n 434 / 2001), (VH-NQB / s/n 428 / 2001) et (VH-NQH / s/n 426 / 2001) depuis 2017, basés à East Kimberley Regional Airport (en) à Kununurra (Australie-Occidentale) pour des vols charters
- Australian Agricultural Company (en) : 1 x PC-12/47E
- Lucas Air Transport : 1 x PC-12/45 (VH-VAT / s/n 203 / 1998) depuis 2010, basé à l'aéroport international d'Adélaïde[17].
- MAG Aerospace Australia (Australian flight operations) : 1 x PC-12 (VH-UVE / s/n 1414 / 2013) depuis 2019 pour des opérations ISR (Intelligence, Surveillance and Reconnaissance). Parmi ses autres appareils la société opère également un PC-6 pour le même type de mission[18]
- Pegasus Air / Agile Aviation : 6 x PC-12 NG, (VH-PIU / s/n 1007 / 2008), (VH-JKU / s/n 1045 / 2008), (VH-BEV / s/n 1308 / 2012) et (VH-TCP / s/n 1352 / 2012) depuis 2016, (VH-STE / s/n 1693 / 2017) depuis 2017 et (VH-YKG / s/n 1410 / 2013) depuis 2019. La compagnie aérienne charter basée à Sydney a exploité un PC-12/45 entre décembre 2003 et 2008[19].
- Yarra Valley Aviation
- Zauner Aviation : 1 x PC-12 NG (VH-FMM / s/n 1138 / 2010) depuis 2019

 Autriche
En 2020, deux PC-12/45 et six PC-12/47E sont immatriculés en Autriche.
- Airlink Luftverkehrsgesellschaft 1 x PC-12/47E (OE-EGO / s/n 1373), basé à l'aéroport de Salzbourg-W.-A.-Mozart
- Goldeck - Flug Gesellschaft : 2 x PC-12/47E (OE-EPH / s/n 1843 et OE-EPM / s/n 1924). La compagnie basée à la Flugplatz Wiener Neustadt/Ost possède également un PC-24 (OE-GHS).

 Brésil
- Azul Brazilian Airlines : 2 x PC-12/45 pour la logistique et la maintenance

 Botswana
- Kalahari Air Services : 2 x PC-12/47 opérés depuis l'aéroport international de Gaborone, immatriculés en Afrique du Sud.

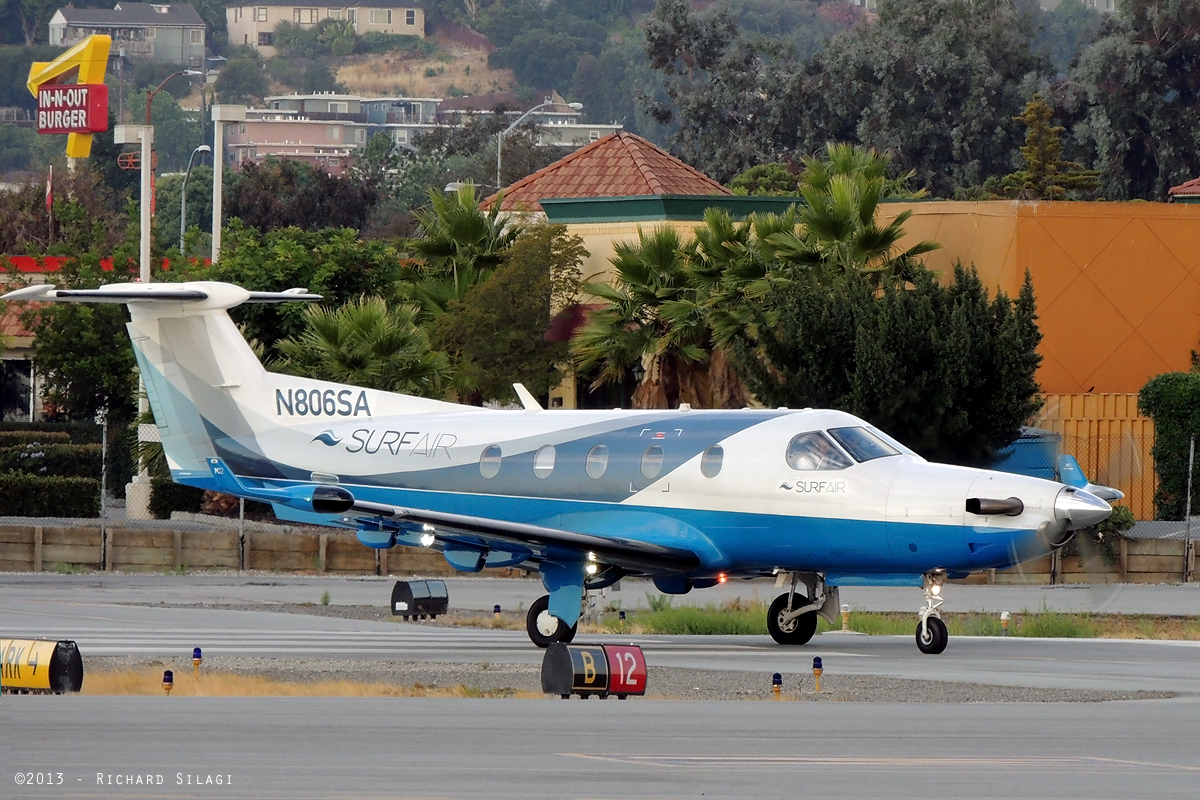
PC-12 de Surf Air en 2013 à l'aéroport de San Carlos en Californie.

- Okavango Air Rescue : 1 x PC-12/45 (s/n 204 / A2-OAR) depuis mai 2016[21], opère au Botswana et en Afrique du Sud depuis l'aéroport de Maun. Okavango Air Rescue a été fondé en 2011 pour fournir un service médical professionnel de secours par hélicoptère dans les régions reculées du pays sur le modèle de la Garde aérienne suisse de sauvetage (Rega)[22].

 Canada

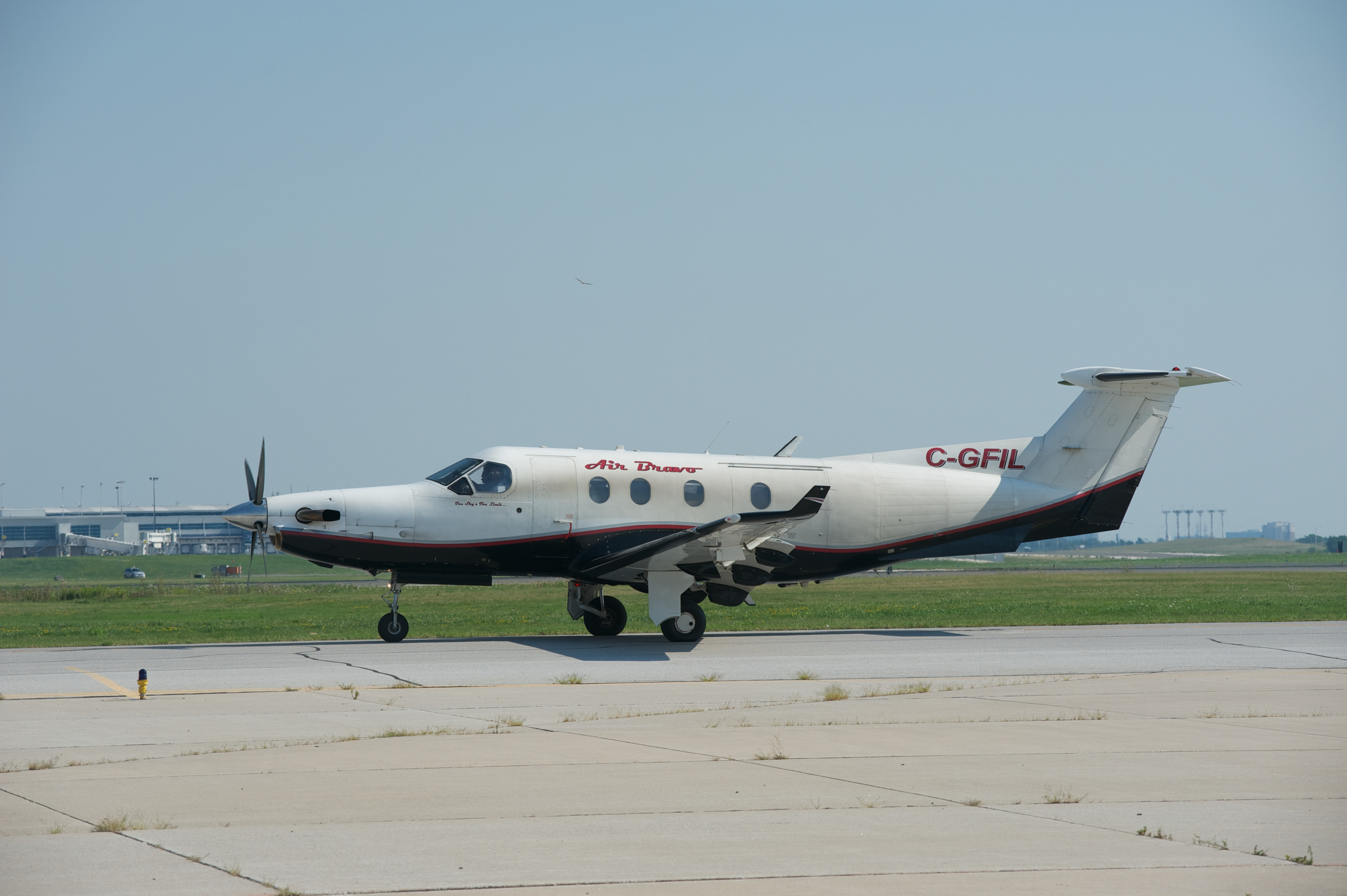
PC-12 d'Air Bravo à l'aéroport international Pearson de Toronto en 2012.

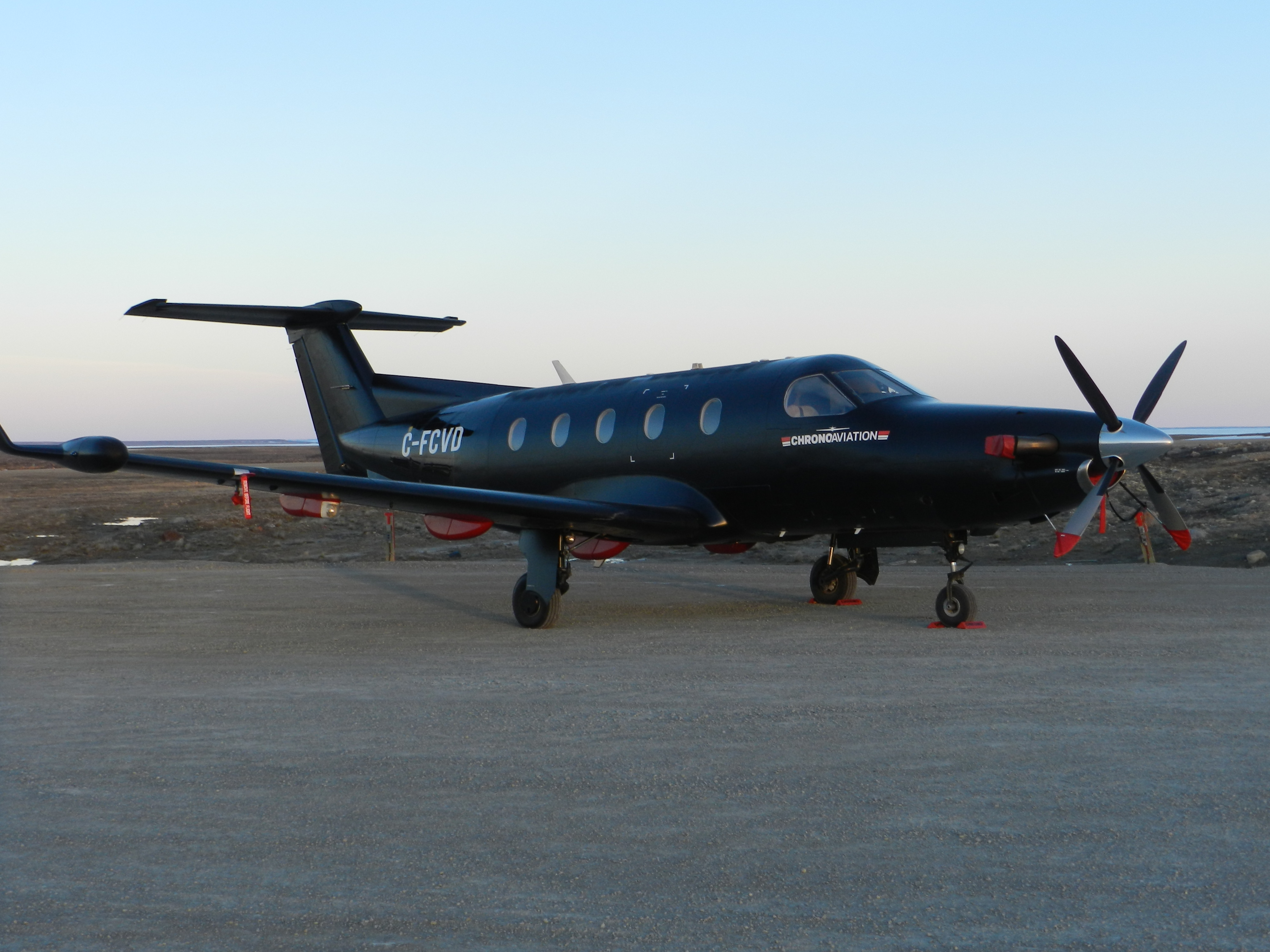
PC-12/45 (C-FCVD) de Chrono Aviation à l'aéroport de Cambridge Bay en 2014.

En février 2020, 104 PC-12 sont immatriculés au Canada.
- Aéroclub de Montréal : 1 x PC-12/45 (s/n 659 / C-GSAG / 2005) depuis 2016, basé l'aéroport de Saint-Hubert.
- Air Bravo : Air Ambulance et service charter, 6 x PC-12/45 en service dont cinq sont basés à l'aéroport international de Thunder Bay et un à l'aéroport régional de Lake Simcoe. 5 PC-12 ont été revendus[24].
- Air Medic : 6x PC-12/47NG basés à l'aéroport de Saint-Hubert, l'unique compagnie d'ambulances aériennes au Québec, ils peuvent être équipés de deux civières.
- Air Tunilik : 2 x PC-12/45 (s/n 159 / C-GBTL / 1998 et s/n 214 / C-GRDC / 2003) basés à l'aérodrome Pourvoirie Mirage (en)
- Cameron Air Service : 1 x PC-12/47E (s/n 1040 / C-GECT / 2008) basé à l'aéroport Billy-Bishop de Toronto
- Chrono Aviation : 7 x PC-12/45 et 1 x PC-12/47 (février 2020) basés à l'aéroport international de Québec, plusieurs PC-12 revendu
- Coywolf Aviation Limited : 1 x PC-12NG (s/n 1521 / C-GBAP / 2015) basé à l'aéroport de Brampton-Caledon (en)
- Dax Air Enterprises : 1 x PC-12/47 (s/n 864 / C-FDLV / 2007) basé à l'aéroport international de Kelowna
- Flightpath Charter Airways : 1 x PC-12NG (s/n 1768 / C-FBDT / 2018) basé à l'aéroport international de Montréal-Trudeau
- Global Well Servicing : 1 x PC-12NG (s/n 1334 / C-GWEL / 2012) basé à Edmonton (Alberta), entreprise fournissant des équipements pour l'industrie du gaz et du pétrole
- GSS Aviation : 1 x PC-12/47E (s/n 1167 / C-FPNG / 2009) basé à l'aéroport international d'Edmonton
- Helijet (en) International Inc : 1 x PC-12/45 (s/n 1208 / C-GJRG / 2010) basé à l'aéroport international de Vancouver
- Image Air Charter : 1 x PC-12NG (s/n 1550 / C-FMDF / 2015) basé à l'aéroport international Stanfield d'Halifax
- Keewatin Air (en) : 1 x PC-12/45 (s/n 293 / C-GFLA / 1999) basé à l'aéroport d'Iqaluit
- Kreos Aviation : 1 x PC-12NG (s/n 1718 / C-GMSX / 2017) basé à l'aéroport de Saskatoon
- Kudlik Aviation : 3 x PC-12/47 (s/n 761 / C-FKGE / 2006, s/n 848 / C-GKUC / 2007, s/n 707 / C-GODE / 2006) basés à l'aéroport international Jean-Lesage de Québec
- Les Chantiers de Chibougamau : 1 x PC-12/47 (s/n 785 / C-GFLN / 2007) basé à l'aéroport de Chibougamau-Chapais
- Levaero Aviation : 1 x PC-12/45 (s/n 399 / C-FPCI / 2001) en février 2020. Levaero Aviation, basé à l'aéroport international de Thunder Bay, est le centre de vente et de service autorisé au Canada exclusif pour les appareils Pilatus PC-12 et PC-24[25].
- Mark Anthony Group : 1 x PC-12NG (s/n 1287 / C-FMHJ / 2011) basé à l'aéroport international de Vancouver
- North Star Air (en) : 7 x PC-12/45, 1 x PC-12/47 et 1 x PC-12/47E dont six sont basés à l'aéroport international de Thunder Bay, deux à l'aéroport de Pickle Lake et un à l'aéroport régional de Lake Simcoe.
- Northern Aviation : 1 x PC-12/45 basé à l'aéroport Edmonton/Cooking Lake (en).
- Northway Aviation (en) : 2 x PC-12/47E basé à l'aéroport international de Thunder Bay et l'aéroport Winnipeg/St. Andrews (en).
- Ornge (en) (Ontario Air Ambulance Corporation) : 8 x PC-12/47E pour le service d'ambulance dans le nord de l'Ontario
- Panorama Fixed Wings : 3 x PC-12/45 (s/n 451 / C-FKPX / 2002; s/n 254 / C-FYUT / 1999; s/n 308 / C-GHPF / 2000) basés à l'aéroport d'Alma et 2 x PC-12/47, l'un (s/n 729 / C-FYRH / 2006) basé à Alma, l'autre (s/n 782 / C-GDTL / 2007) à l'aéroport de Saint-Hubert

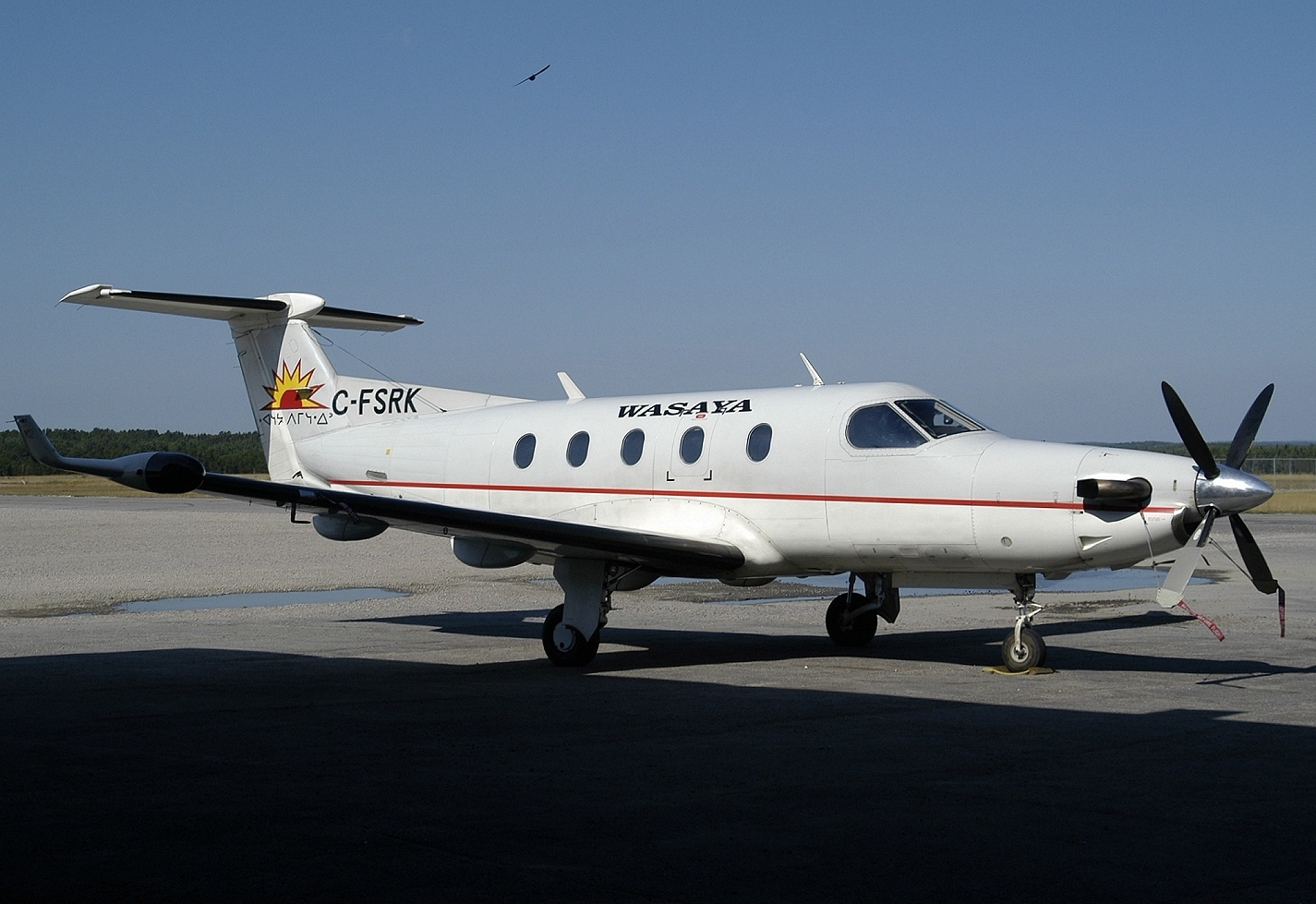
PC-12/45 (C-FSRK) de Wasaya Airways à l'aéroport de Sioux Lookout en 2006.

- Pascan Aviation : 7 (2 x PC-12/45 et 5 x PC-12NG) selon TC[26], 4 PC-12 selon Pascan[27]. 3 x PC-12/45 revendu[28].
- Private Air : 2 x PC-12/45 basés sur les aéroports de Saint-Hubert et Kitchener/Waterloo Regional (en), 2 x PC-12/47 basés sur les aéroports de Saint-Honoré et Chibougamau et 8 x PC-12/47E basés sur les aéroports de Toronto-Pearson, Windsor (deux), Saskatoon, Vancouver/Boundary Bay (en) et Abbotsford.
- Starlink Aviation (en) : 2 x PC-12NG basés à l'aéroport international de Montréal-Trudeau, au moins 1 x PC-12/45 revendu[29], exploite également un PC-24 depuis 2019.
- Skyservice Business Aviation : 1 x PC-12NG (s/n 1809 / C-FING / 2018) basé à l'aéroport international Pierre-Elliott-Trudeau de Montréal
- Soucy Aviation : 1 x PC-12NG (s/n 1528 / C-FIPC / 2015) basé à l'aéroport Drummondville (en)
- Thompson Aviation Inc : 1 x PC-12/47 (s/n 812 / C-GTAI / 2007) basé à Spruce Grove (Alberta), propriété de Thompson Construction.
- Wasaya Airways : 4 x PC-12/45 dont deux basés (s/n 157 / C-FWAQ / 1997 et s/n 357 / C-GZGZ / 2001) à l'aéroport international de Thunder Bay, un (s/n 280 / C-FWAV / 1999) à l'aéroport de Pickle Lake et un (s/n 503 / C-FWAF / 2003) à l'aéroport international de Vancouver. 9 PC-6 ont été revendus[30].

 États-Unis
Avec 1065 appareils immatriculés en février 2020, les États-Unis sont de loin le pays qui compte le plus grand nombre de PC-12 (35 x PC-12, 373 x PC-12/45, 125 x PC-12/47 et 532 x PC-12/47E).
Liste d'août 2018 :
- Aircraft Guaranty Corporation (AGC) : 9 PC-12 en service et 12 revendu[32]
- Boutique Air (en) : 10 x PC-12
- Epps Air Service : 3 x PC-12[33]
- PlaneSense (en) / Cobalt Air : 32 x PC-12/47 et 47E en service et 33 appareils revendu[34]. PlaneSense est également la compagnie de lancement du Pilatus PC-24.
- Surf Air (en) : 12 x PC-12/47E, 3 PC-12/45 revendu. 15 PC-12NG en commande plus 50 en option[35]
- Tradewind Aviation (en) : 18 x PC-12
- U-Haul (Oregon) : 2 x PC-12/45

- Avions ambulances (en)
  - Air Methods (en), Air medical division : 1 x PC-12, 12 x PC-12/45, 3 x PC-12/47 et 1 x PC-12/47E (2018)
  - Flagstaff Medical Center (en) (Arizona) : 1 x PC-12/45
  - Life Flight Network (en) : 1 x PC-12/47E
  - Native American Air Services (Arizona) : 1 x PC-12/45
  - Native Air Service (Arizona) : 3 x PC-12/45
  - Reach Air Medical Services : 2 x PC-12/45 (Summit Air Ambulance)
  - San Juan Regional Medical Center (en) : 1 x PC-12
  - St. Charles Medical Center (en) : 2 x PC-12/45

 France
En avril 2021, un PC-12/45 , un PC-12/47  et six PC-12/47E sont immatriculés en France.
- GetoneJet : 2 x PC-12/47E (F-HGET / s/n 1751 et F-HJFP / s/n 1708) basés à l'aéroport du Castellet
- Vol Direct : 1 x PC-12/47E (HB-FOLI / s/n 1506) basé à l'aéroport de Rennes[37]
- Deux PC-12/47E sont notamment basés à l'aéroport de Saint-Barthélemy.

 Inde
- Air Charters India (STIC Travel Group) : PC-12
- Safe Fly Aviation Services Private Limited : PC-12, compagnie de location, de vols charter et de vols taxi
- Private Charter Services : PC-12/47 NG (VT-JSC)

 Kenya
- Amref Health Africa : 1 x PC-12/45 (5y-fdp / s/n 243 / ) depuis novembre 2016, basé à l'Aéroport Wilson à Nairobi pour des services médicaux aériens
- Mission Aviation Fellowship (en) : 1 x PC-12/45 (Immat.: 5Y-MAF (mars 1999), s/n 243, année de fab.: 1998). Offert à la MAF Suisse par un britannique, cet appareil est arrivé en 1998 au Kenya, hub du transport aérien en Afrique, où il mena des opérations humanitaires dans plusieurs pays du continent, notamment en Somalie et au Soudan du Sud. En 2008, il subit une révision chez Pilatus à Stans. En 2014, après avoir parcouru plus de trois millions de kilomètres, il subit une grande révision par l'entreprise RUAG aviation à l’aérodrome de Locarno en Suisse. Il a également été modernisé avec un tableau de bord tout écrans. L'opération, devisée à 420'000 francs, est partiellement payée grâce à des dons spéciaux et RUAG a offert pour 50'000 francs de main d'œuvre. Dès septembre 2018, il poursuit sa mission à partir de la République démocratique du Congo en effectuant des transports de personnes et de matériel, ainsi que des secours médicaux[38].

 Luxembourg

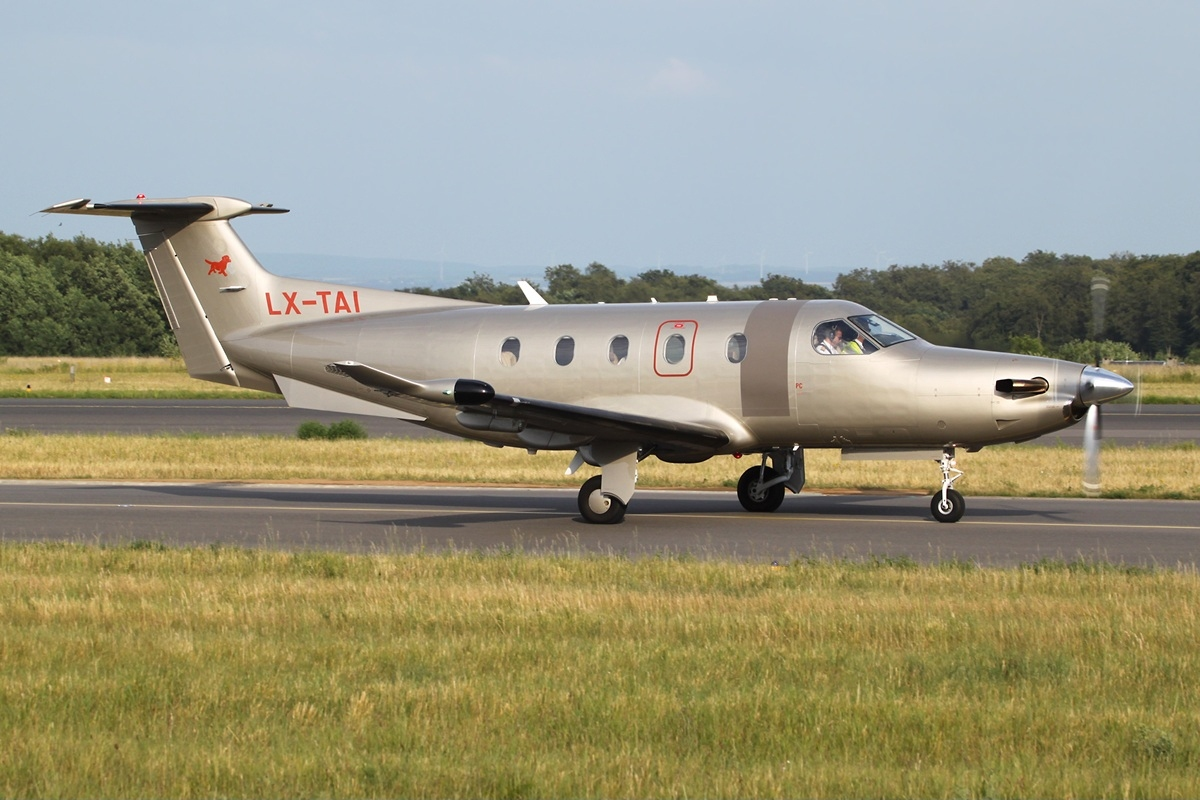
PC-12/47E (LX-TAI) de Jetfly Aviation à l'aéroport de Luxembourg-Findel en 2011.

En février 2020, 4 PC-12/45, 1 PC-12/47 et 19 PC-12/47E sont immatriculés au Luxembourg.
- Jetfly Aviation: 22 x PC-12 en service dont l aménagement intérieur et la livrée extérieure est l œuvre du designer français Phillipe Starck. Jetfly Aviation, une compagnie d'aviation d'affaires en propriété partagée, est le plus important utilisateur de PC-12 en Europe.
  - 3 x PC-12/45 (LX-JFH / s/n 522; LX-JFI / s/n 574 et LX-LAB / s/n 531)
  - 1 x PC-12/47 (LX-JFQ / s/n 876)
  - 18 x PC-12/47E (LX-FDI / s/n 1552; LX-FLG / s/n 1912; LX-JFA / s/n 1633; LX-JFB / s/n 1676; LX-JFC / s/n 1759; LX-JFD / s/n 1787; LX-JFE / s/n 1789; LX-JFF / s/n 1857; LX-JFR / s/n 1233; LX-JFS / s/n 1314; LX-JFU / s/n 1356; LX-JFV / s/n 1409; LX-JFW / s/n 1473; LX-JFX / s/n 1510; LX-JFY / s/n 1542; LX-JFZ / s/n 1572; LX-NEW / s/n 1148 et LX-TAI / s/n 1008).

 Nouvelle-Zélande

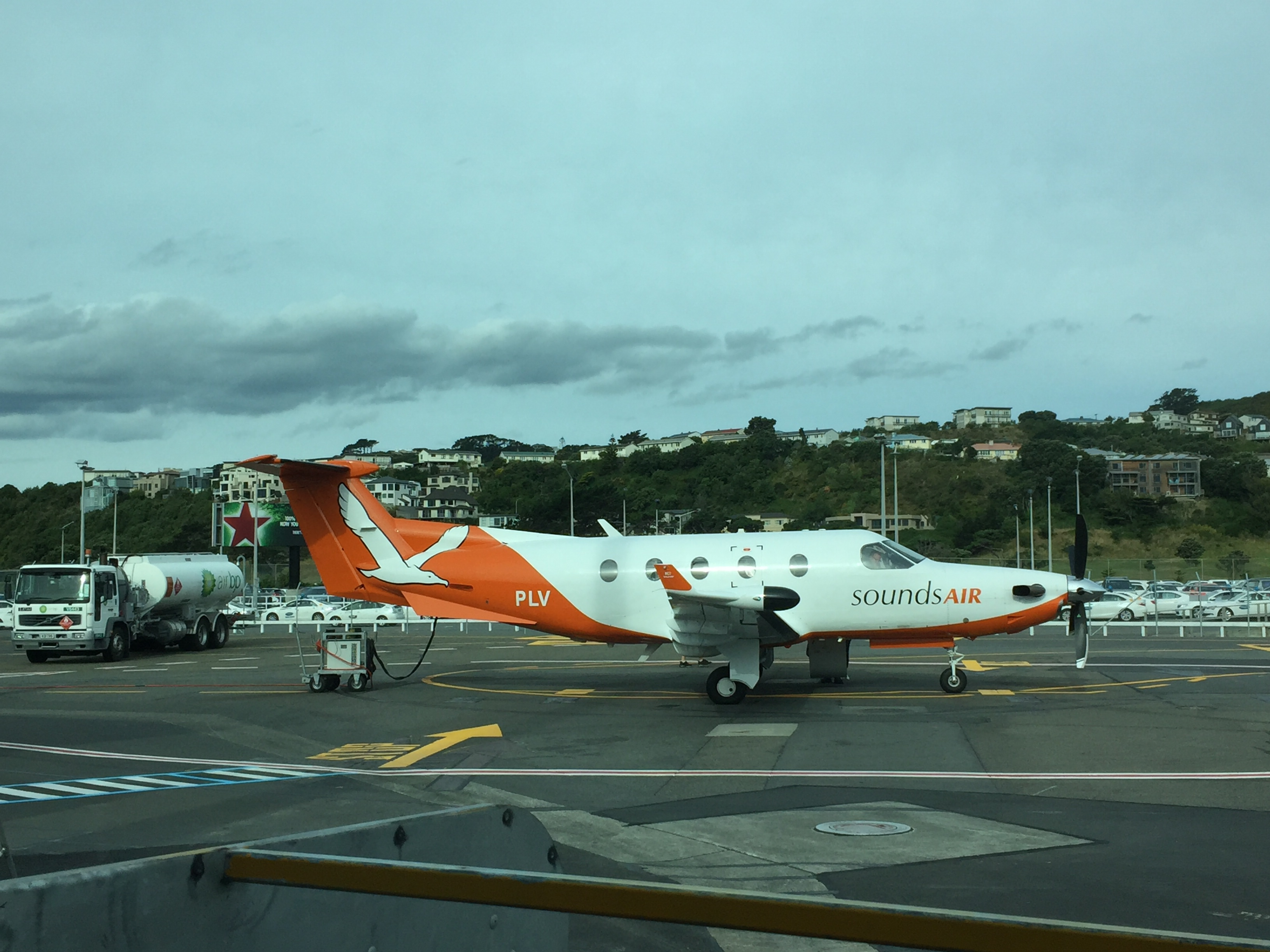
PC-12/45 (ZK-PLV) de Sounds Air à l'aéroport international de Wellington en 2017.

En février 2020, cinq PC-12/45, un PC-12/47 et un PC-12/47E sont immatriculés en Nouvelle-Zélande.
- Distinction Hotels New Zealand : 1 x PC-12/47E (ZK-TFL / s/n 1122)
- Sounds Air (en) : 5 x PC-12/45 (ZK-PLS / s/n 363; ZK-PLT / s/n 379; ZK-PLV / s/n 400; ZK-PLX / s/n 396 et ZK-PLZ / s/n 445) et 1 x PC-12/47 (ZK-PLB / s/n 725)

 Royaume-Uni
En 2020, un PC-12/47 et 14 PC-12/47E sont immatriculés au Royaume-Uni.
- FlexiFly Aircraft : 2 x PC-12/47E (G-FLXI / s/n 1275 et G-KARE / s/n 1257), société de location sans éqipage.
- GT Aviation (Elwick) : 1 x PC-12/47E (G-FLXI / s/n 1275)
- Oriens Aviation : 2 x PC-12/47E (G-FITC / s/n 1926 et G-LBHA / s/n 1904), centre de vente et de service autorisé au Royaume-Uni exclusif pour les appareils Pilatus PC-12 et PC-24 basé à l'aérodrome de Londres Biggin Hill
- Ravenair Aircraft : 1 x PC-12/47E (G-MAKN / s/n 1244), compagnie basée à l'aéroport John-Lennon de Liverpool

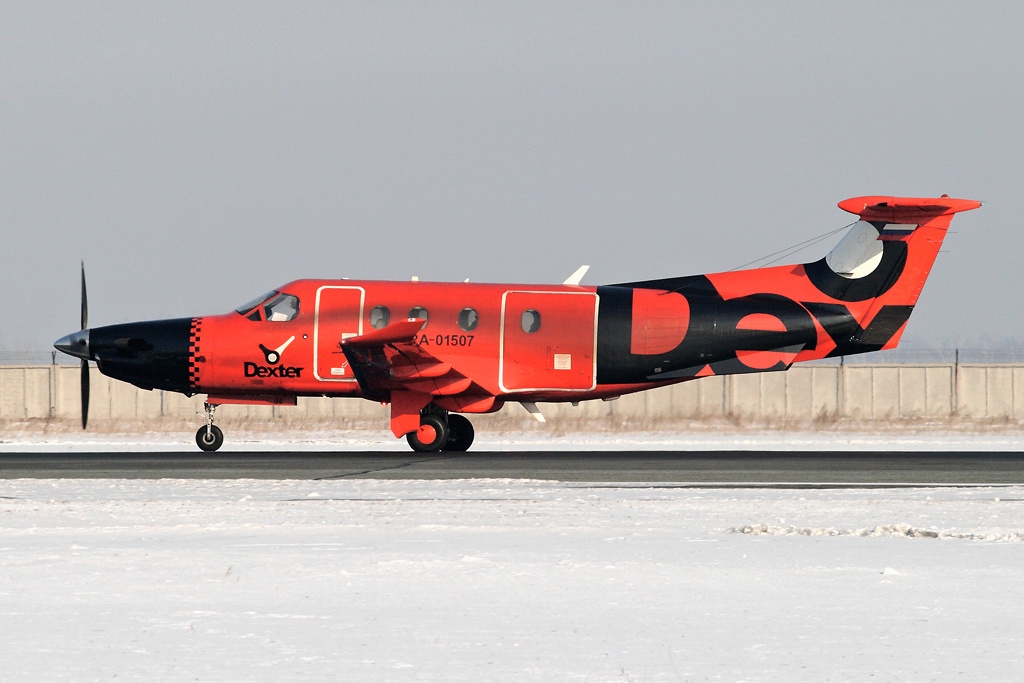
PC-12/47E de Dexter à l'aéroport de Novossibirsk-Tolmatchevo en 2012.

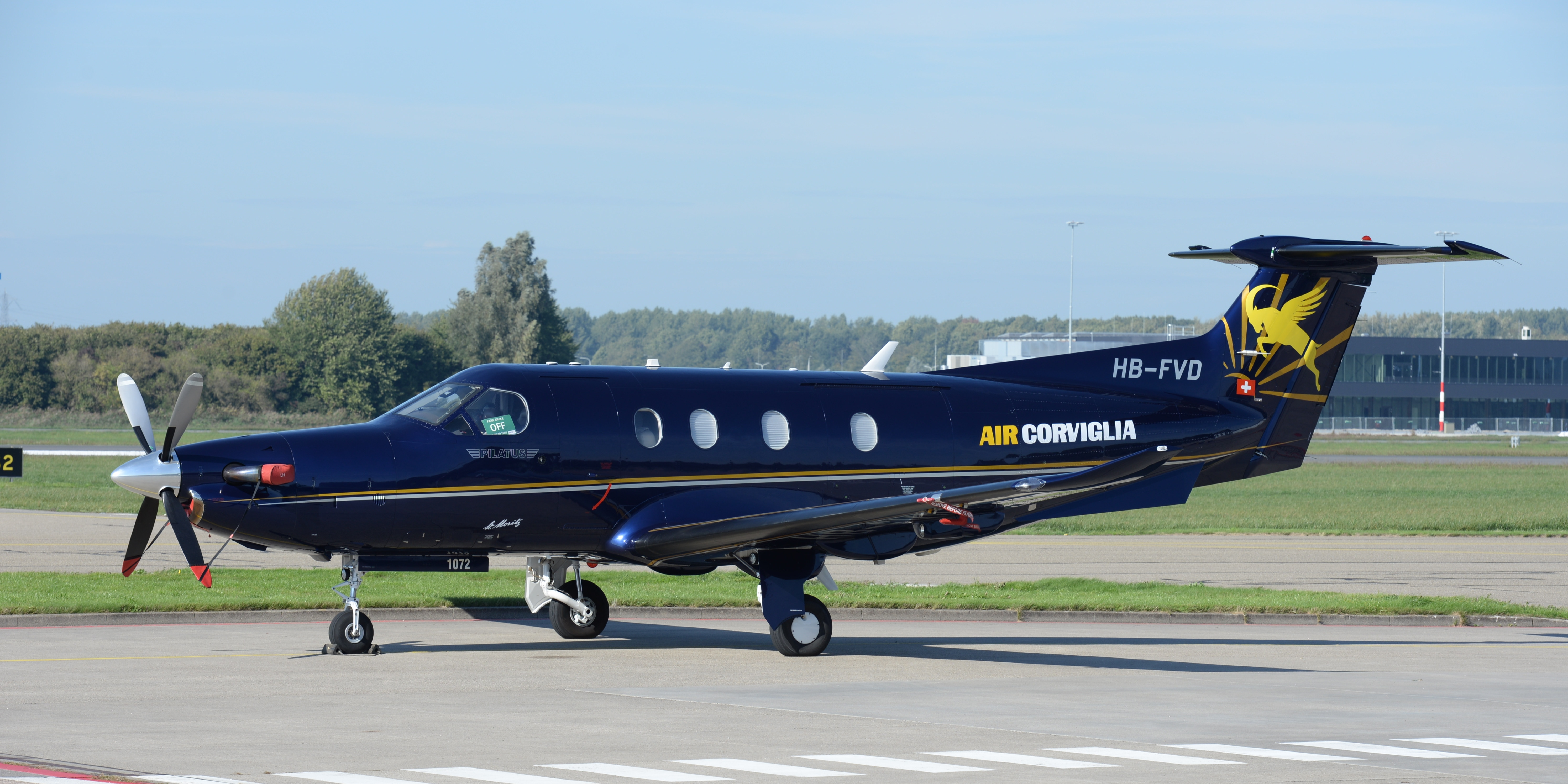
PC-12/47E (HB-FVD) d'Air-Corviglia en 2018.

 Russie
- Dexter Air Taxi (en) : 10 x PC-12[42]

 Suisse
En février 2020, 48 PC-12 sont immatriculés en Suisse (8 x PC-12/45, 1 x PC-12/47 et 39 PC-12/47E). Vingt PC-12 NG Model 2016 et PC-12 NGX PC-12/47E ont des immatriculations provisoires chez Pilatus Aircraft.
- AF Assets AG : 1 x PC-12 NG Model 2016 (HB-FWI / s/n 1761 / 2017) depuis 2017
- alpaviation AG : 1 x PC-12 NG Model 2016 (HB-FYB / s/n 1927 / 2019) depuis 2019
- AMAC Corporate Jet AG : 1 x PC-12 NG (HB-FVW / s/n 1299 / 2011) depuis 2011
- Air-Corviglia AG : 1 x PC-12/47E (HB-FVD / s/n 1072 / 2008) depuis 2008
- DJ Aviation AG : 1 x PC-12/47E (HB-FUN / s/n 1900 / 2019) depuis 2019
- Explorair AG : 1 x PC-12/47, également opéré par Fly 7 Executive Aviation (HB-FVA / s/n 833 / 2007) depuis 2007
- Fly 7 Executive Aviation SA : 2 x PC-12 NG (HB-FVY / s/n 1467 / 2014) depuis 2014, (HB-FWZ / s/n 1252 / 2010) depuis 2015
- Future Wings AG : 1 x PC-12/45 (HB-FOW / s/n 411 / 2001) depuis 2001
- Lakeside Aviation AG : 1 x PC-12/47E (HB-FVC / s/n 1002 / 2008) depuis 2007
- Leonardo Flyers AG : 1 x PC-12 NG Model 2016 (HB-FVM / s/n 1291 / 2011) depuis 2011
- Model AG : 1 x PC-12/45 (HB-FPC / s/n 422 / 2001) depuis 2001
- Pilatus Aircraft : 1 x PC-12 NG Model 2016 (HB-FPT / s/n 545 / 2006), expérimental, depuis 2006; 1 x PC-12/45 (HB-FXM / s/n 547 / 2004) depuis 2016; 1 x PC-12/47E (HB-FWF / s/n 1720 / 2017), expérimental, depuis 2017; 20 x PC-12 NG Model 2016 et PC-12 NGX en immatriculation provisoire
- Privés : 2 x PC-12/47E
- Redexair AG : 1 x PC-12/45 (HB-FPS / s/n 608 / 2005) depuis 2005
- Rosen Swiss AG : 1 x PC-12/45 (HB-FPR / s/n 544 / 2004) depuis 2004
- Share Plane AG : 1 x PC-12 NG (HB-FWG / s/n 1298 / 2017) depuis 2011
- ST.X : 1 x PC-12 NG Model 2016  (HB-FXG / s/n 1791 / 2018) depuis 2019, basé à l'aéroport de Lugano-Agno
- Swiss Flight Services SA : 1 x PC-12/45 (HB-FOZ / s/n 352 / 2000) depuis 2013
- TAG Aviation SA : 2 x PC-12 NG Model 2016 (HB-FXC / s/n 1630 / 2016) depuis 2016, (HB-FWC / s/n 1702 / 2017) depuis 2017
- Transcargo Logistik AG : 1 x PC-12/45 (HB-FOS / s/n 366 / 2000) depuis 2000
- Watana Ltd : 1 x PC-12 NG (HB-FVT / s/n 1280 / 2011) depuis 2011
- Winglets Aviation : 1 x PC-12 NG Model 2016 (HB-FVN / s/n 1764 / 2018) depuis 2017 depuis

 Tanzanie
- Coastal Aviation (en) : 6 x PC-12/45

#### Anciens utilisateurs civils
Autriche
- Jetfly Airlines GmbH : 1 x PC-12/45 et 1 x PC-12/47E

 Bhoutan
- Tashi Air : 1 x PC-12 [A5-BAA]

 Brésil
- Unimed Air-Flamingo Taxi Aereo : 1 x PC-12 de 1997 à 2016

 Canada

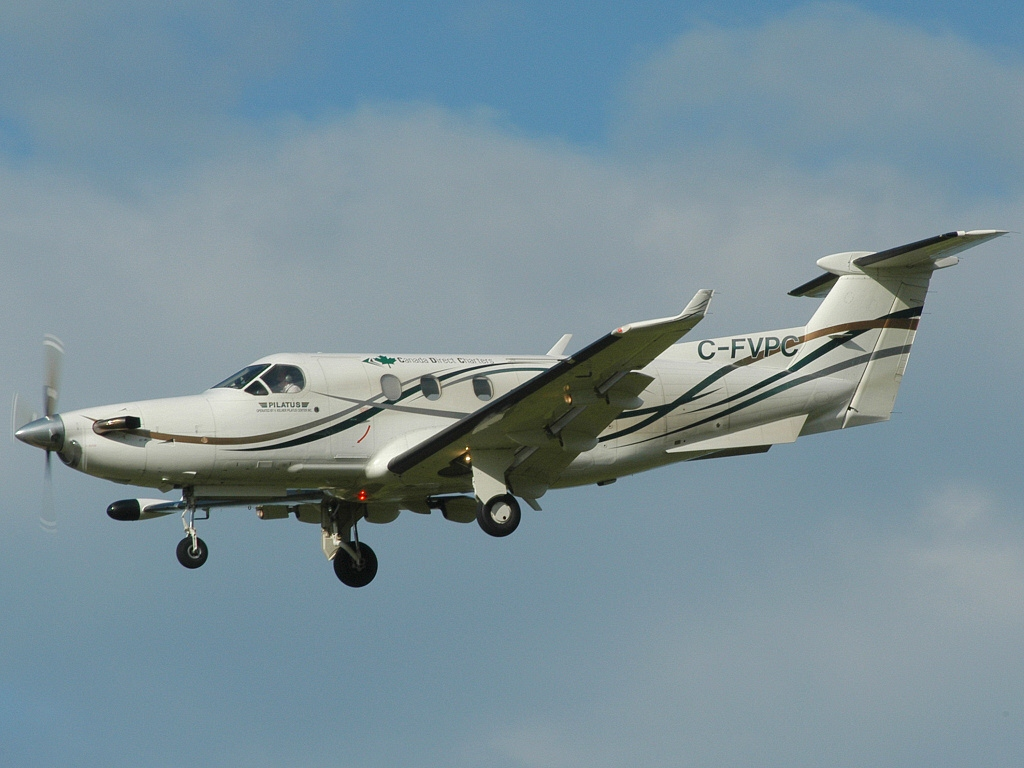
PC-12/45 (C-FVPC) de Canada Direct Charters à l'aéroport international Macdonald-Cartier d'Ottawa en 2006.

- AirSprint (en) : en tout 14 x PC-12/45 ont été exploités entre 2001 et 2013[45].
- Bearskin Airlines : 3 x PC-12/45
- Keewatin Air (en)/Kivalliq Air : 6 x PC-12/45, exploités entre 1999 et 2014 : (C-FYZS / s/n 227 / 1998) de janvier 1999 à octobtre 2002, de juillet 2005 à mars 2006, (C-GKNR / s/n 308 / 2000) de novembre 2000 à août 2006, (C-GVKC / s/n 207 / 1998) de juin 2001 à janvier 2007, (C-FVPC / s/n 358 / 2000) de juin à décembre 2002, (C-GFIL / s/n 268 / 1999) d'août 2006 à mars 2007, tous basés à l'aéroport international de Winnipeg, et (C-GFLA / s/n 293 / 1999) de décembre 2010 à avril 2014, basé à l'aéroport d'Iqaluit
- NAC Air (en) : 8 x PC-12/45
- Nakina Air Service (en) : 3 x PC-12/45, (C-GEOW / s/n 244 / 1998) de juillet 1999 à décembre 2017, (C-FKUL / s/n 204 / 1997) de juin à octobre 2009, (C-GKAY / s/n 178 / 1998) de juillet à octobre 2011[46], 1 x PC-12 NG[47] (C-GNQZ / s/n 1309 / 2011) de décembre 2011 à décembre 2016 et de juin 2017 à janvier 2018, compagnie aérienne basée à l'aéroport de Nakina
- Northern Air Solutions : 7 x PC-12/45, notamment pour des évacuations médicales, basé à l'aéroport de Muskoka[48]
- Peace Air (en) : 3 x PC-12/45
- Samaritan Air Service  (1989 - 1999) : 3 x PC-12/45
- Tantalus Air : 1 x PC-12/47E basé à l'aéroport international de Vancouver
- Timber Wolf Air (opérateur) : 1 x PC-12/45 basé à l'aéroport de Sudbury

 États-Unis
- SeaPort Airlines : 6 x PC-12/45 revendu.
- Northwest MedStar (en) : 3 x PC-12/47 (avions ambulances)

 Suisse
- Air Engiadina et sa filiale Swissjet: 1 x PC-12/45 et 1 x PC-12/47E revendu.
- Calanda Wings : 1 x PC-12/47E (HB-FWH / s/n 1521 / 2011) entre 2011 et 2018
- Central Aviation : 1 x PC-12 NG Model 2016 (HB-FWM / s/n 1270 / 2015) entre 2015 et 2019
- Jetfly (Suisse)
- Lions Air (en) : 5 x PC-12/45[49]
- Moliair : 1 x PC-12/45
- TC Aviation : 1 x PC-12/47 (HB-FWT / s/n 775 / 2006) entre 2016 et 2018

### Dotations militaires
Afrique du Sud

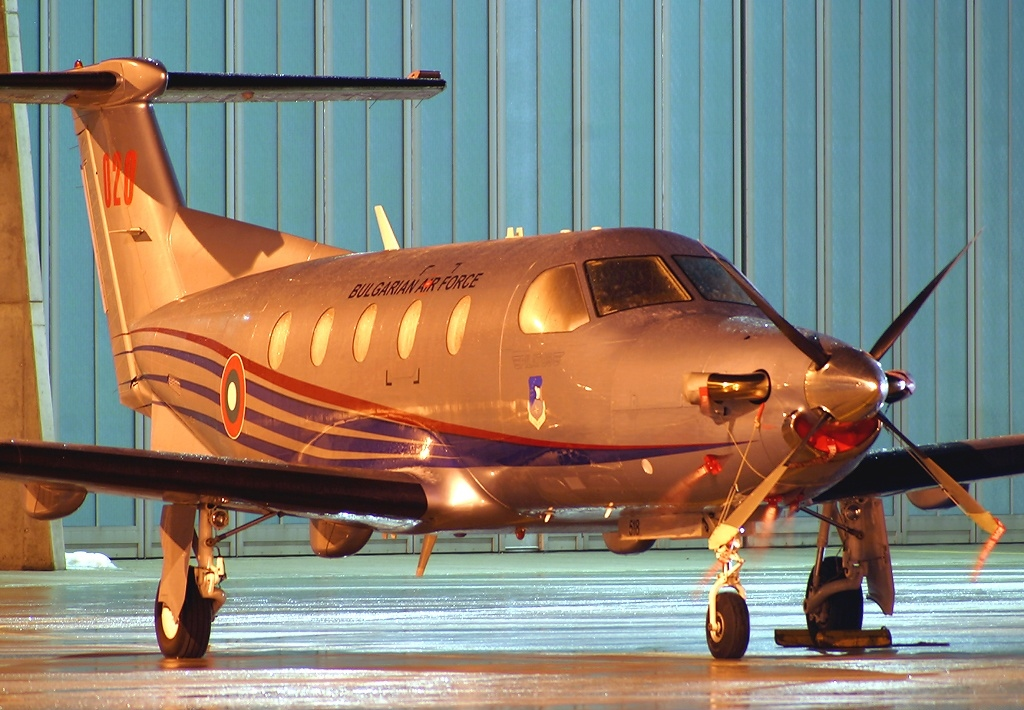
Un PC-12/45 de la Force aérienne bulgare à l'aéroport de Stuttgart en 2005.

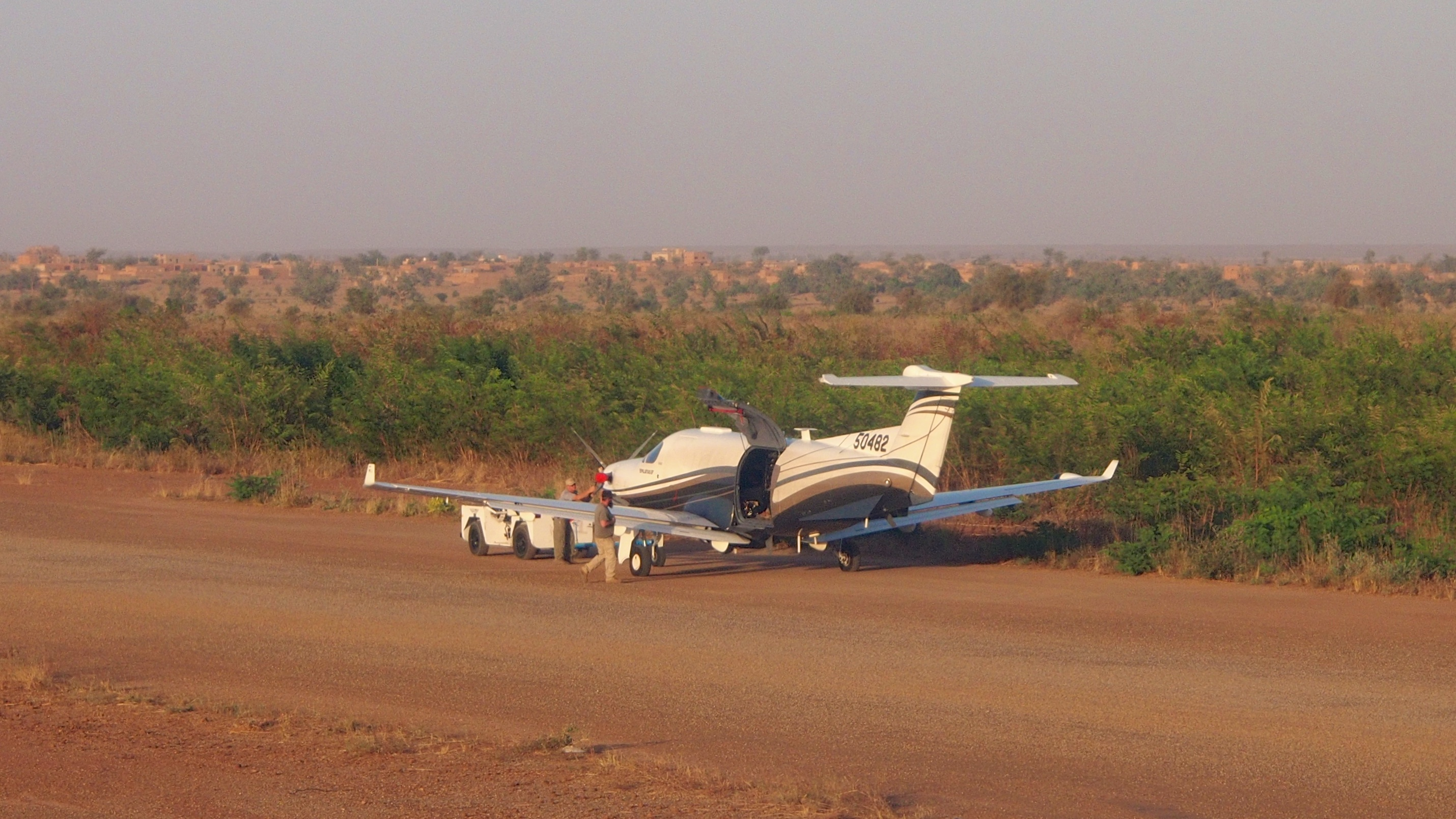
Un U-28A du 319th Special Operations Squadron de l'USAF à l'aéroport de Niamey au Niger en 2012.

- Force aérienne sud-africaine : 1 PC-12/45 au sein du 41 Squadron pour le transport de VIP

 Botswana
- Botswana Defence Force Air Wing : 2 PC-12/47E (JK-1 et JK-2)

 Bulgarie
- Force aérienne bulgare : 1 PC-12/45 pour le transport de VIP

 États-Unis
- Air Force Special Operations Command : environ 40 x PC-12 désigné U28, répartis en PC-12/45 (U-28A Draco), PC-12/47 (U-28A Draco) et PC-12/47 (U-28B), acquis à partir de 2006[50], utilisés par le 319th, 34th et 318th Special Operations Squadrons pour des missions ISR (Intelligence, surveillance and reconnaissance), de la dépose et récupération de commandos sur le terrain, mais aussi pour des missions conventionnelles lors de missions humanitaires, SAR et du transport de troupes et matériels. Les U-28 sont équipés, entre autres, de capteurs ISR, de moyens de communication sécurisés et de diffusion en direct des données collectées, de système FLIR, des systèmes d'auto-protection contre les missiles sol-air infrarouge, etc. Le coût unitaire d'un U-28 est estimé à 16,5 millions de dollars américains[51].
  - 319th Special Operations Squadron (en)
  - 318th Special Operations Squadron (en), 27th Special Operations Group (en)
  - 6th Special Operations Squadron (en)
  - 19th Special Operations Squadron (en)
  - 5th Special Operations Squadron (en)
- US Navy : 1 PC-12NG[52]

 Finlande

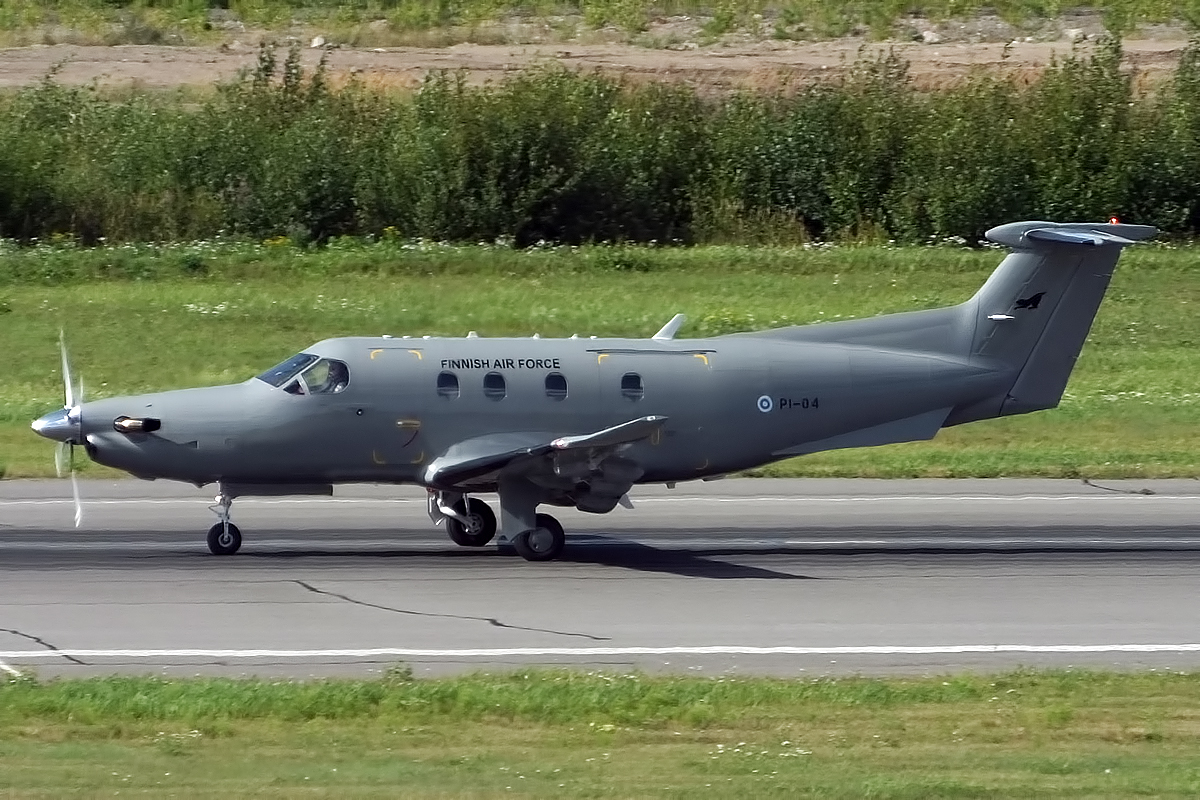
Un PC-12/47E de la Force aérienne finlandaise à l'aéroport d'Helsinki-Vantaa en 2014.

- Finnish Air Force : 6 PC-12NG utilisées comme avions passager et de transport par les trois commandements de la force aérienne. Commandés en 2009, ils ont été livrés en 2010[53],[54].

 Irlande
- Irish Air Corps : 4 PC-12 NG utilisés comme avions de renseignement/surveillance/reconnaissance (ISTAR), soutien logistique/transport, évacuation médicale, dont :
  - 3 PC-12NG Spectre commandés en janvier 2018[55] et livrés en septembre 2020[56].
  - 1 PC-12NG livré en avril 2020[57].

 Suisse
- Forces aériennes suisses (Armasuisse, Systèmes aéronautiques) : 1 x PC-12/45 depuis 1996[43] destiné au transport, à la surveillance et au calibrage du système radar FLORAKO.

 Thaïlande
- Royal Thai Army Aviation (en) : 1 x Pilatus PC-12 NGX (2307 ( s/n 2307) opéré par le 21st Aviation Battalion/RTA Wing depuis la base de Sa Pran Nak à Lopburi. Commandé en 2020 pour remplacer le Beechcraft 1900. Premier vol en 2023, livré en 2024?[58]

#### Ancien utilisateur militaire
République islamique d'Afghanistan
- Force aérienne afghane, Afghan Special Mission Wing : 18? PC-12/47E[52] pour des missions ISR (Intelligence, surveillance and reconnaissance) et le transport, commandés en octobre 2012[59], modifiés par l'Américain Sierra Nevada Corp pour le renseignement d'origine électromagnétique. En mars 2015 treize étaient en service au sein du 777th Special Mission Wing des forces spéciales afghanes, cinq autres devaient encore être livrés[60]. Les 14 et 15 août 2021, lors de la prise de Kaboul à la suite de l'offensive des talibans de 2021, des centaines de membres de la force aérienne afghane ont fui le pays[61]. 26 hélicoptères et 22 avions[N 1], dont 11 PC-12, ont notamment atterri à l'aéroport de Termez (en) dans le sud de l'Ouzbékistan[62]. Treize autres avions[N 2], dont un PC-12, ont rejoint l'aéroport de Bokhtar au Tadjikistan[63].

## PC-12 exposé
Le premier prototype du Pilatus PC-12, le P-01 immatriculé HB-FOA, est exposé dans l'enceinte des usines de Pilatus Aircraft à Stans.

## Culture populaire

### Philatélie
En Afrique du Sud, une série de timbres illustrant des services de santé sud-africains est émise en 2006. Sur le timbre Standard postage figure deux personnes portant un patient et un PC-12 de la South African Red Cross Air Mercy Service (en) (AMS). Une enveloppe premier jour montrant l'ensemble de la série est éditée le 2 mai 2006.
En Suisse, à l'occasion de l'exposition nationale de philatélie NABA Stans 2012, est émis un bloc-feuillet sur lequel un PC-12 est illustré sur un timbre de 100+55 cts. Il rappelle ainsi que Stans est le lieu d'implantation du siège et de la principale fabrique de Pilatus Aircraft. 

### Œuvres Audiovisuelles
Le Pilatus PC-12 apparaît dans des films, des séries télévisées et des documentaires : 
- 2008 : dans le film Les Randonneurs à Saint-Tropez (scènes tournées sur l'aéroport de La Môle - Saint-Tropez).
- 2008 : dans le documentaire Saint-Barthélemy, la Belle et l'avion.
- 2012 : dans le film Freeway et nous, plusieurs PC-12 apparaissent stationnés à l'aérodrome.
- 2013 : dans le film Survival – Überlebe... wenn du kannst!.
- 2015 : dans le film Fiasco à Saint-Tropez un Pilatus PC-12/47E (T7-PBL / c/n 1205 / 2010) de Fly 7 Executive Aviation atterrit à l'aéroport de La Môle - Saint-Tropez.
- 2018 : dans la saison 1 de la série australienne Mystery Road, Pilatus PC-12/45 (VH-NQB, c/n 428 / 2001) de Aviair.

### Bande dessinée
Dans l'album Le Dernier Pharaon, paru en 2019, de la série Blake et Mortimer, le personnage du professeur Philip Mortimer, pages 29 et 30, quitte l'Angleterre à bord d'un Pilatus PC-12 sans immatriculation et, en vue de Bruxelles, s'élance depuis l'appareil, équipé d'un parapente, cherchant à atteindre par ce moyen le palais de justice de la ville, situé au cœur d'une zone interdite.